# Dorfanger Rahnsdorf

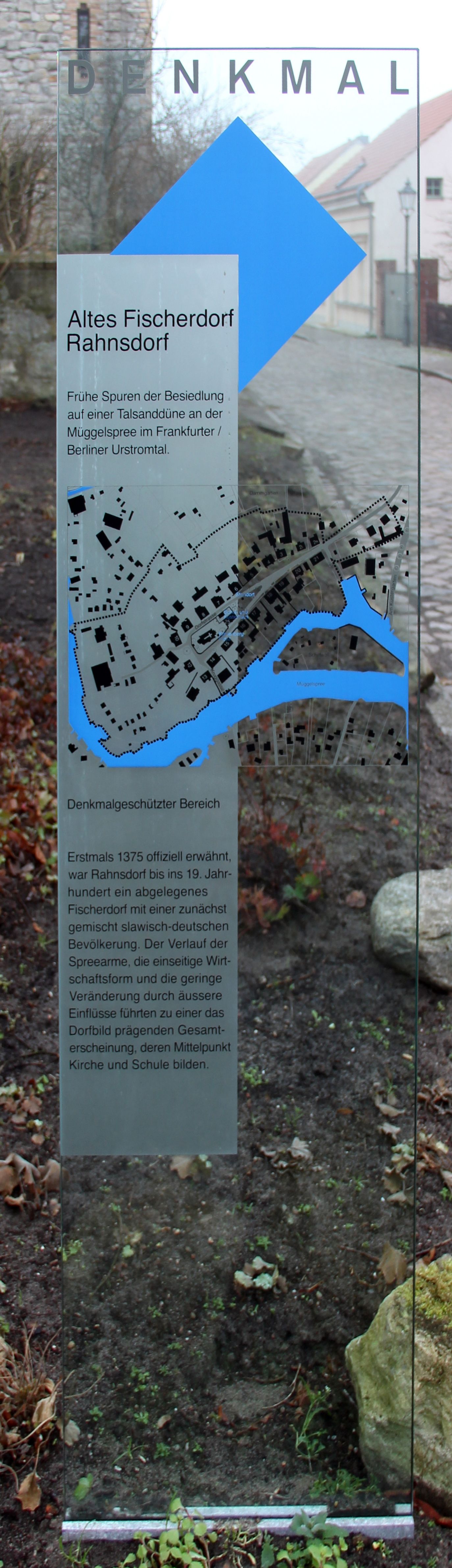
Informationstafel und Lagedarstellung zum Anger in Rahnsdorf

Das Alte Fischerdorf Rahnsdorf umfasst den historischen Dorfanger des Berliner Ortsteils Rahnsdorf mit einer Fläche von ungefähr 4000 m². Zu ihm gehören neben den Grünflächen im Zentrum um die Kirche die an der Straße gelegenen etwa zwanzig Gehöfte von Siedlern wie Fischer und Kleinbauern, die nach dem Dorfbrand von 1873 neu errichtet und bezogen worden sind. Fast alle Gebäude stehen unter Denkmalschutz.

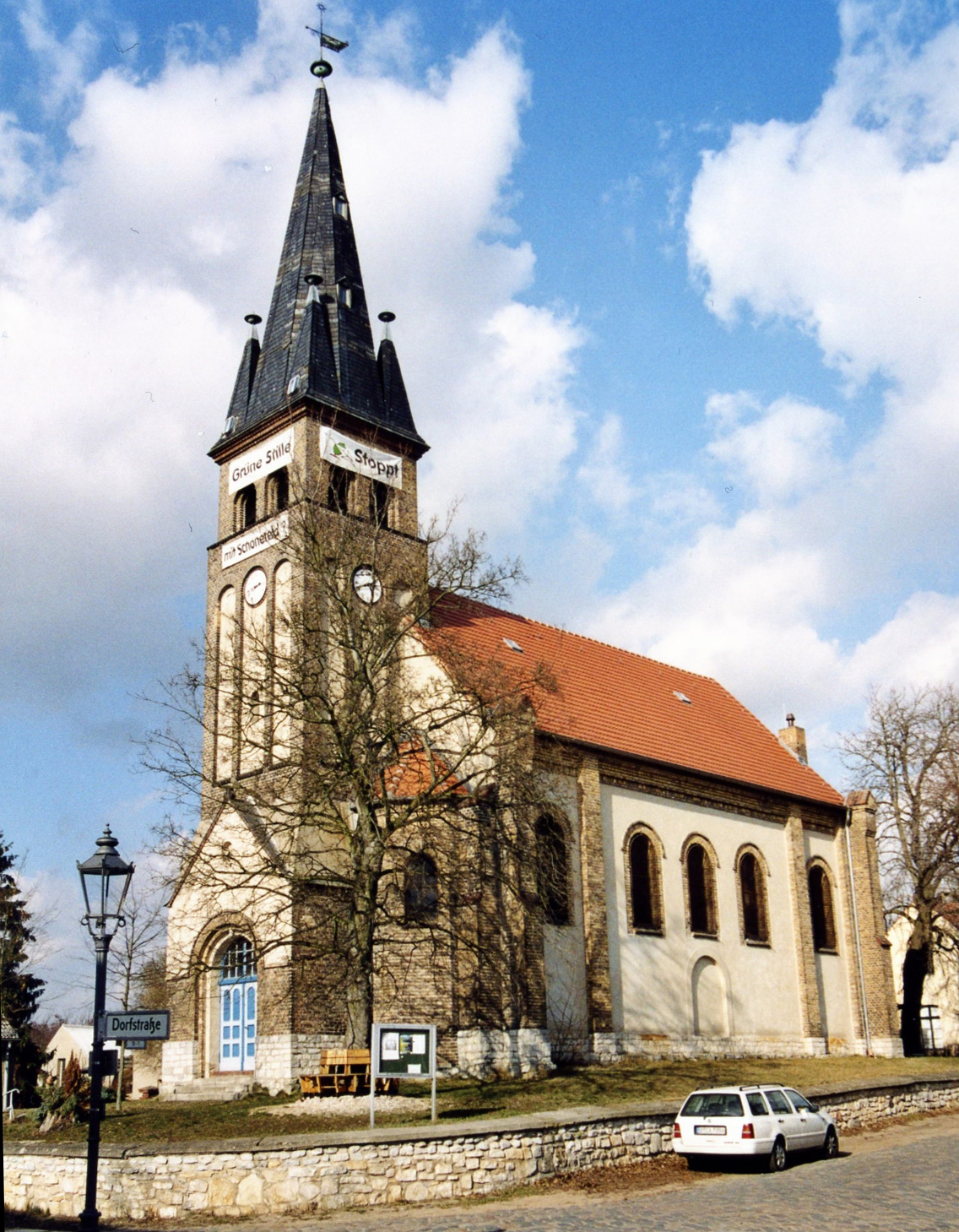
Dorfkirche Rahnsdorf, mitten auf der Angerfläche

## Lage
Die Nummerierung der Parzellen erfolgt in Hufeisenform, die Zählung beginnt mit Nummer 2 (nordöstlich, noch außerhalb der Angerfläche), verläuft bis Nummer 11 (nordwestlich) und führt dann von Nummer 12 (südwestlich) zurück bis Nummer 24. Nicht zu den Baudenkmalen gehörten in den 1980er Jahren die Häuser mit den Nummern 12, 22, 23 und 24, die gegenüber ihrem ursprünglichen Zustand in der DDR-Zeit zu stark verändert worden sind. Nach der Wende hat der Eigentümer vom Ensemble Nr. 17 denkmalgerechte Rückbauten ausführen lassen, so dass der Denkmalschutz nun auch für diese Bauten gilt.

## Ausgewählte Gebäude

### Überblick
Die Wohnbauten tragen die Hausnummern 2–24, dazu kommen die ehemalige Dorfschule (Nummer 25) und der Dorfkrug (Nummer 14). Alles gruppiert sich in einer schleifenförmigen Verkehrsführung um die Dorfkirche, deren Parzelle die Nummer 1 trägt und auf der höchsten Stelle einer Sanddüne steht. – Die hier behandelten Bauten am Anger sind aktuell (Stand Sommer 2024) denkmalgeschützt, wurden jedoch zu unterschiedlichen Zeiten und teilweise durch verschiedene Architekten geplant.

### Architektur
Die meisten Bauwerke sind eingeschossig mit ausgebautem Dachgeschoss, da der Untergrund sumpfig und nicht besonders tragfähig ist. Sie sind fünf- bis sechs-achsig und mit einfachen ziegelgedeckten Pultdächern oder Walmdächern abgeschlossen. Nur vier Bauten besitzen zwei Geschosse; Keller gibt es aus dem genannten Grund prinzipiell nicht.
Das Dorfkrug-Gebäude ist siebenachsig und die Schule sechsachsig. Die durch die Architekten Friedrich Wilhelm Koppen und Friedrich Adler ab 1875 geplanten und errichteten Bauten (Nummern 2, 5, 6, 12, 14, 16) sind teilweise mit spätklassizistischen Fassadenverzierungen versehen. Die neuen Wohnhäuser wandten sich damit vom Stil der abgebrannten mittelalterlichen Wohngebäude ab.

### Nördliche Straßenseite, von West nach Ost

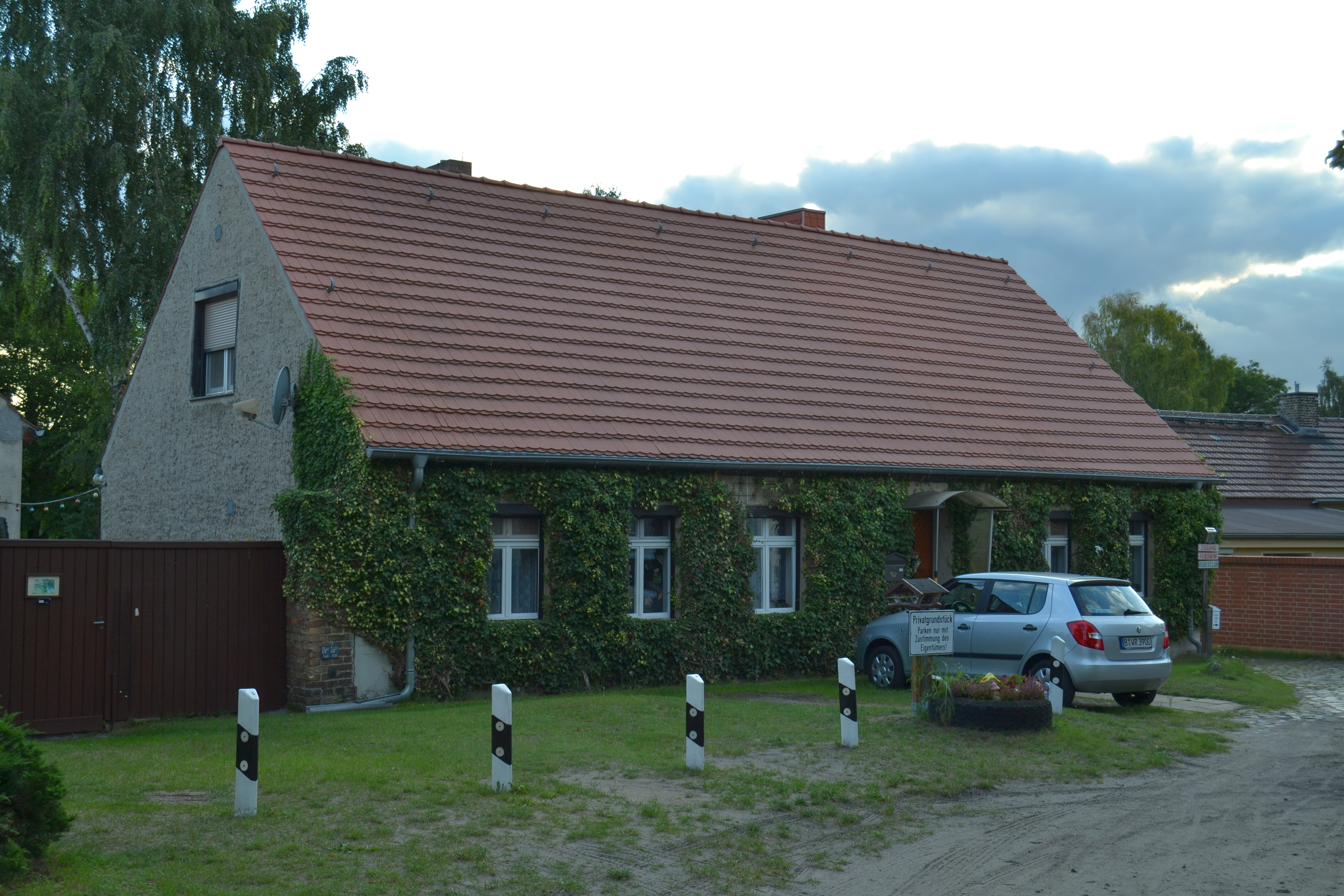
Dorfstraße 11
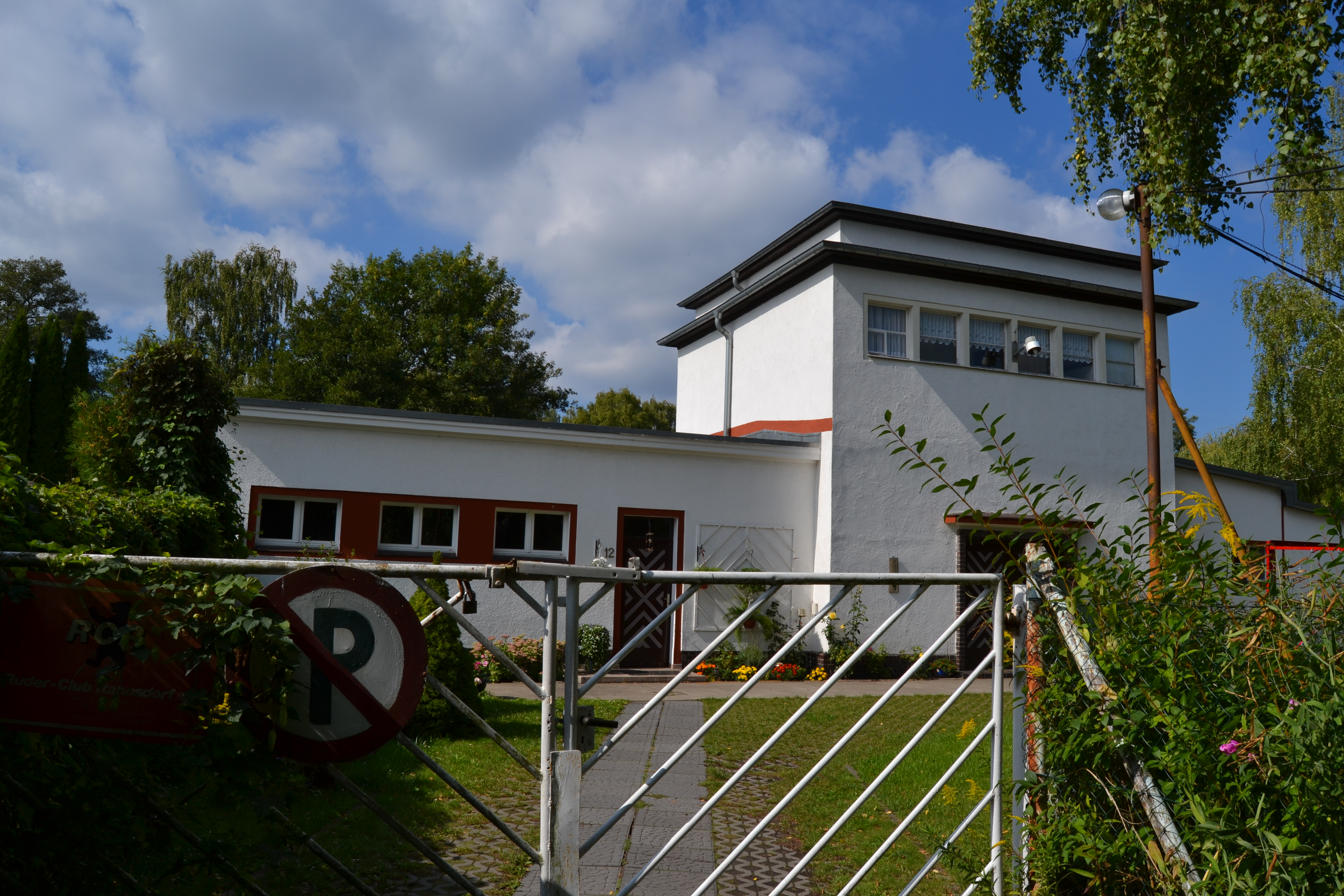
Dorfstraße 10A
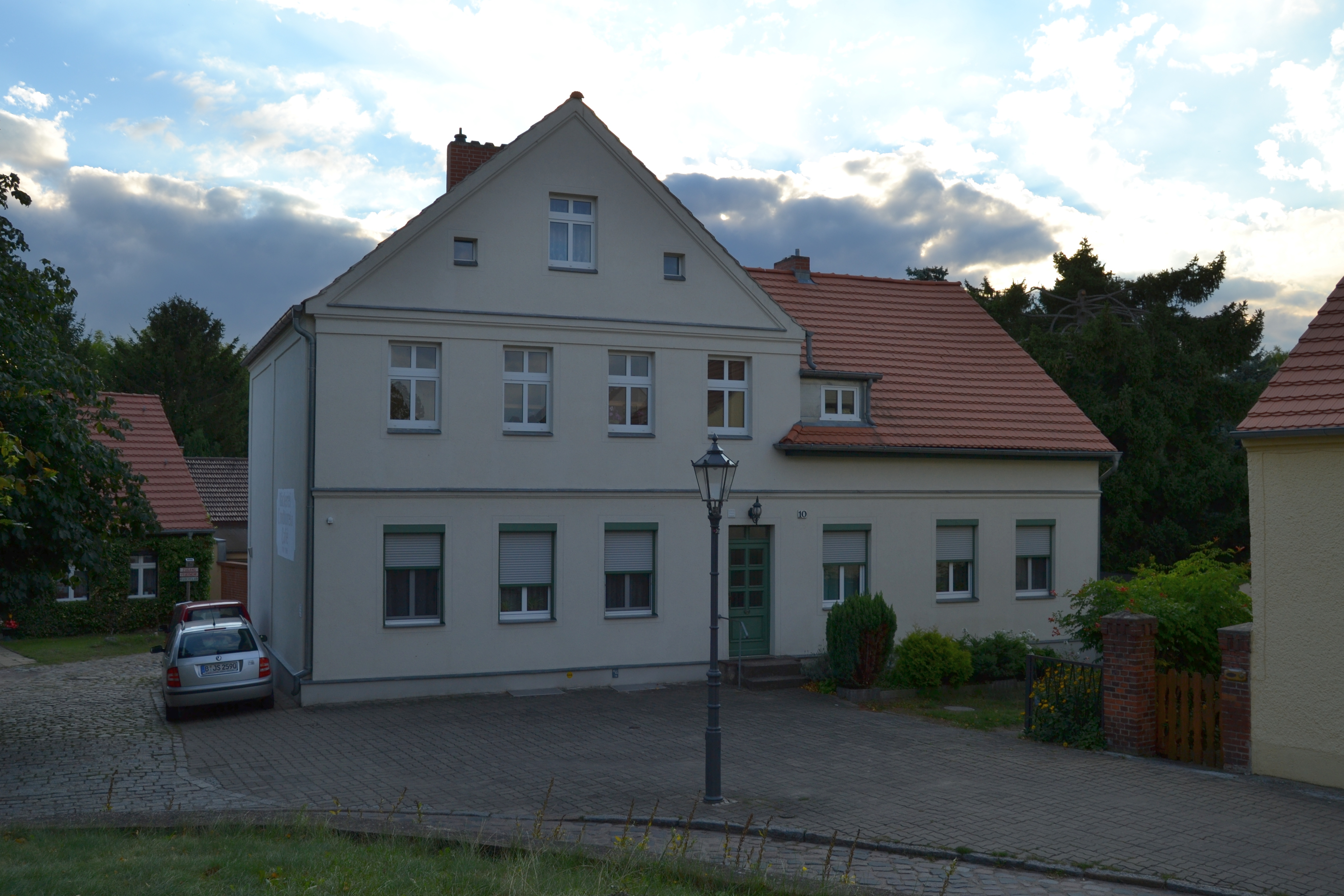
Dorfstraße 10
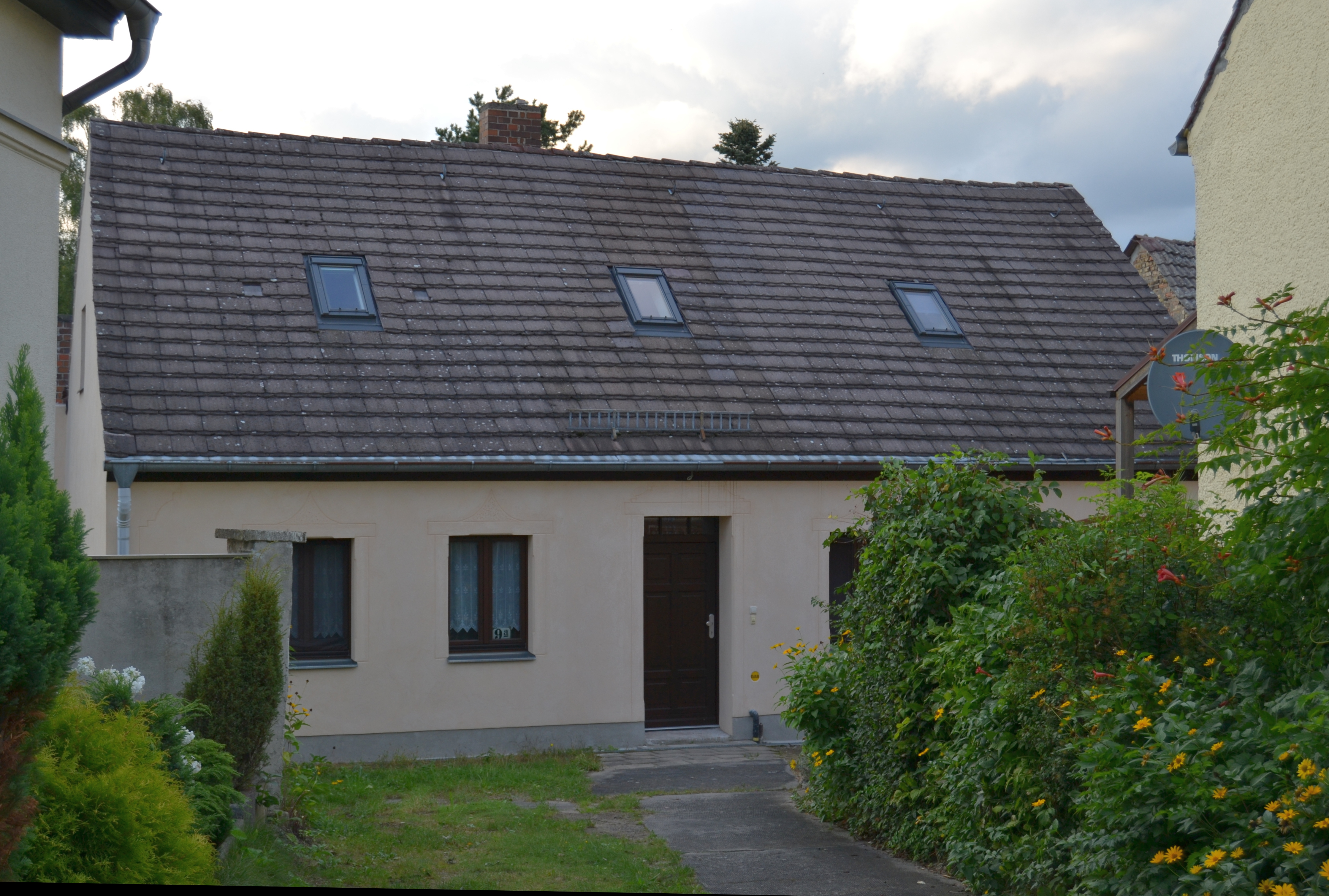
Dorfstraße 9A
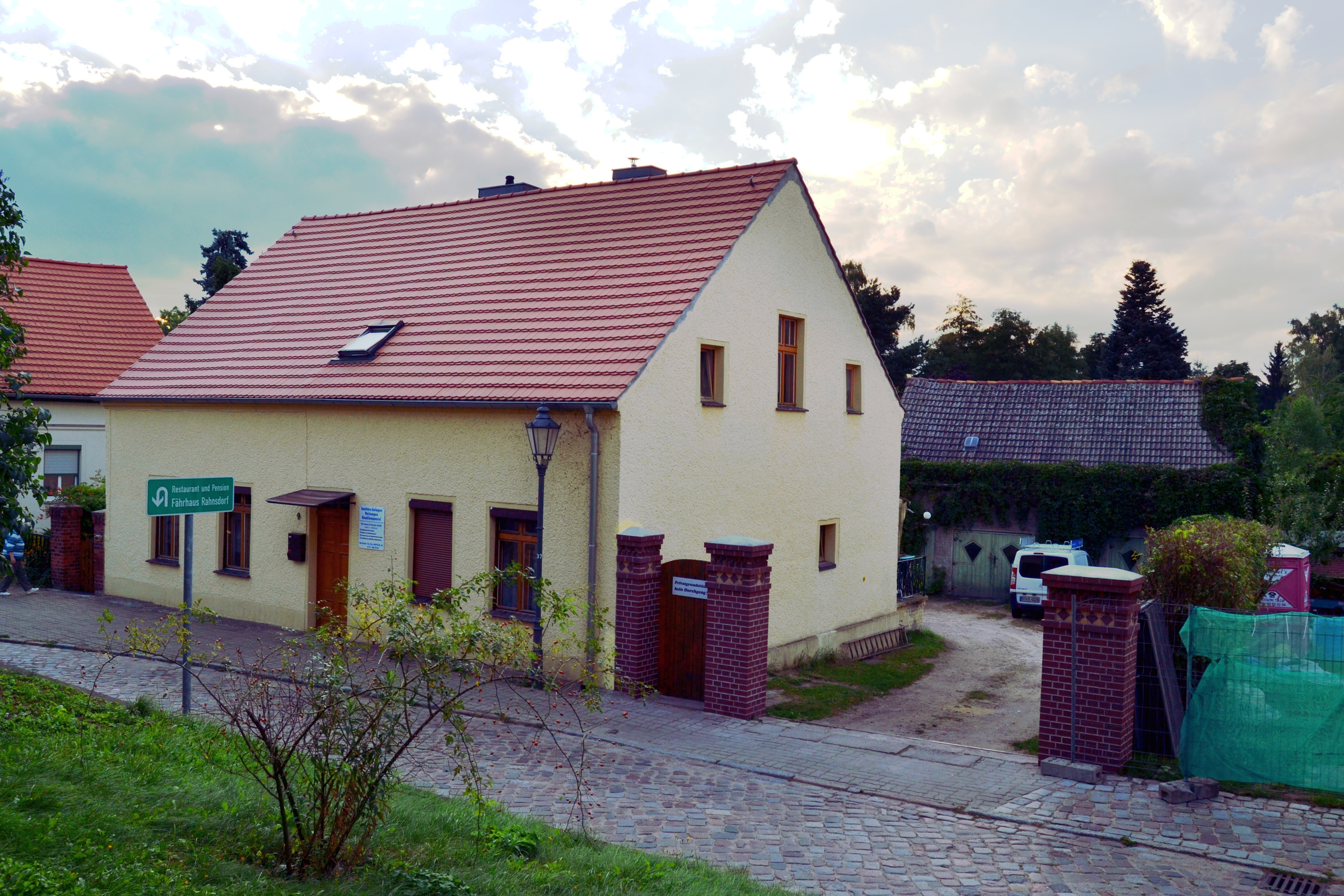
Dorfstraße 9
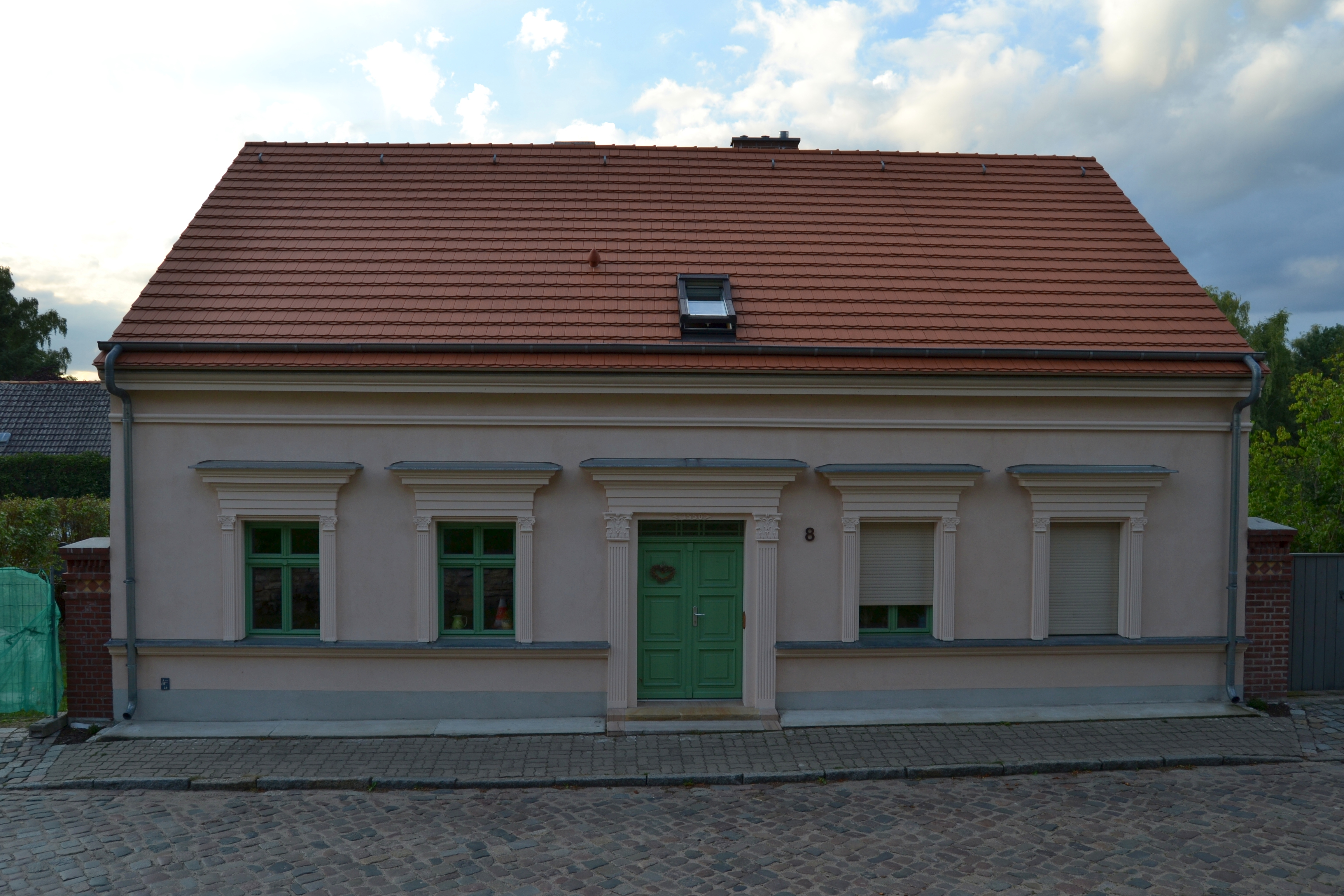
Dorfstraße 8
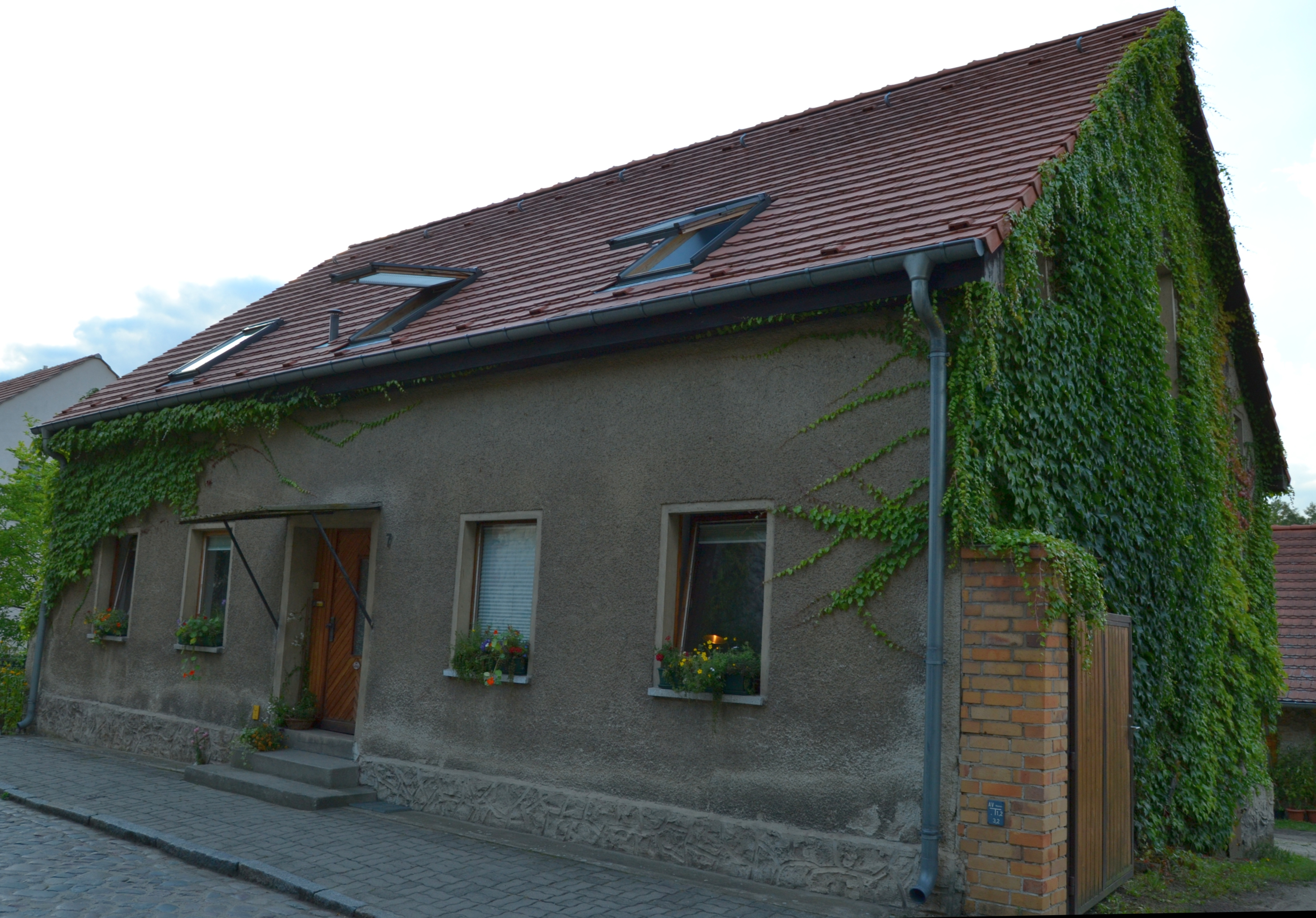
Dorfstraße 7
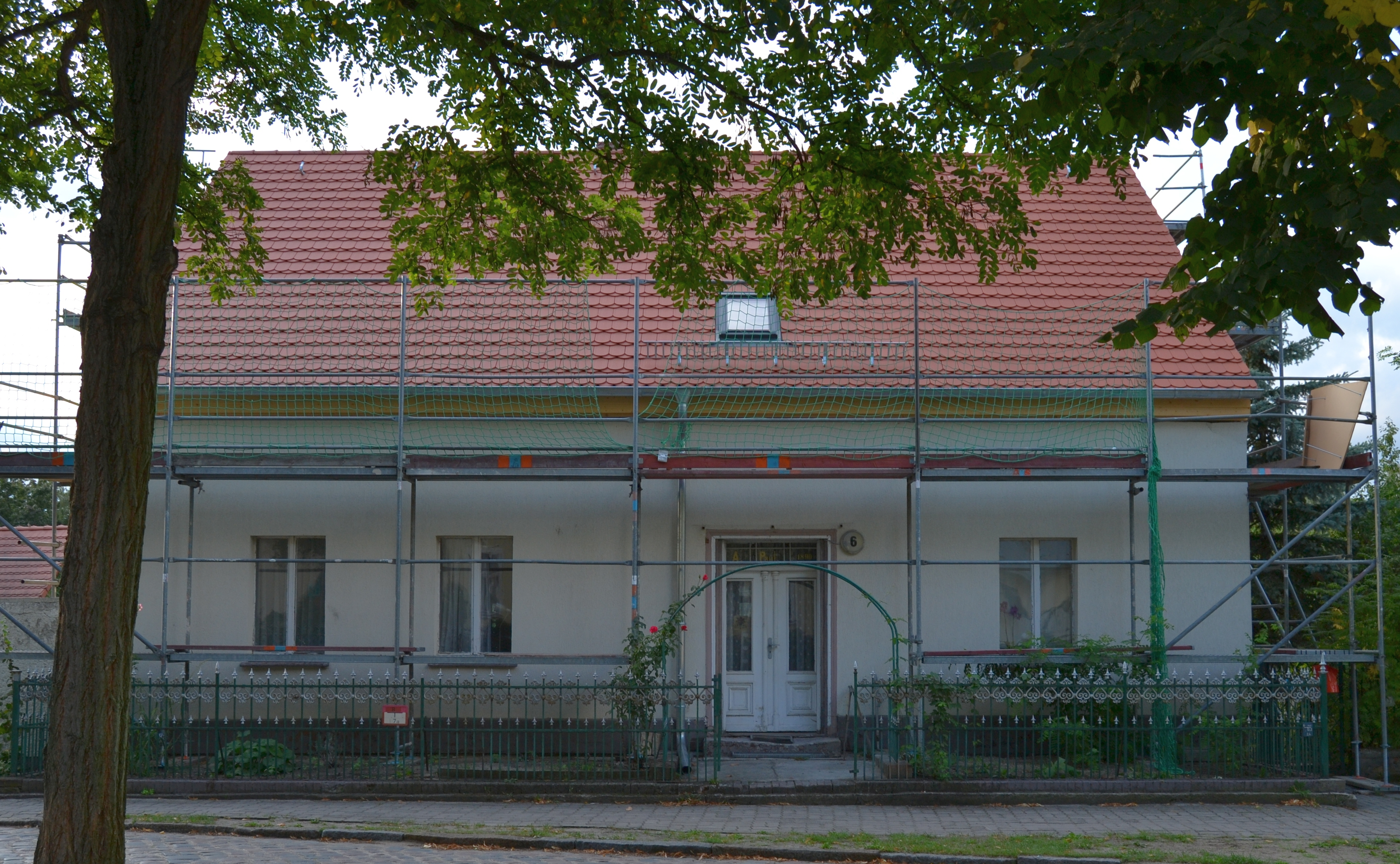
Dorfstraße 6
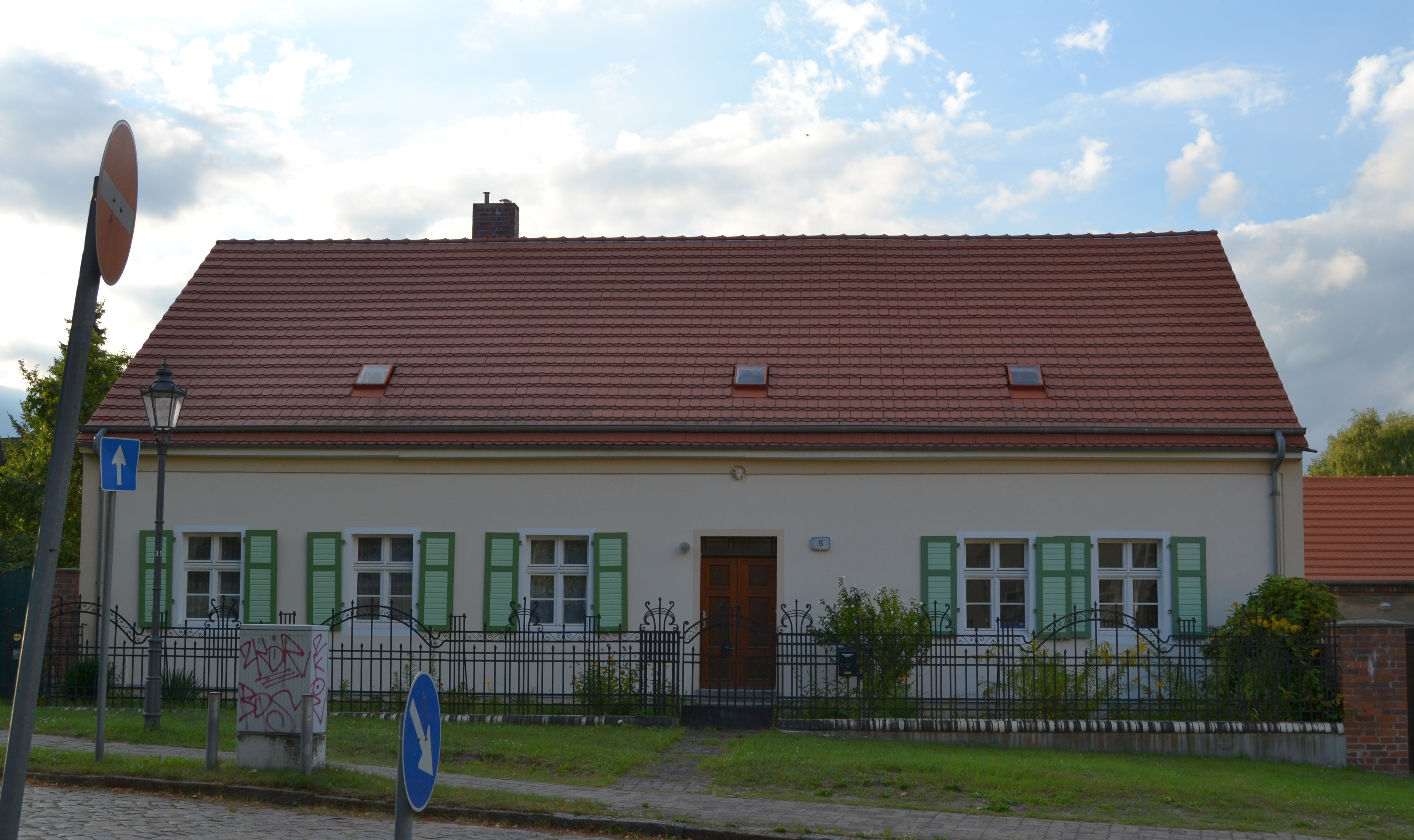
Dorfstraße 5
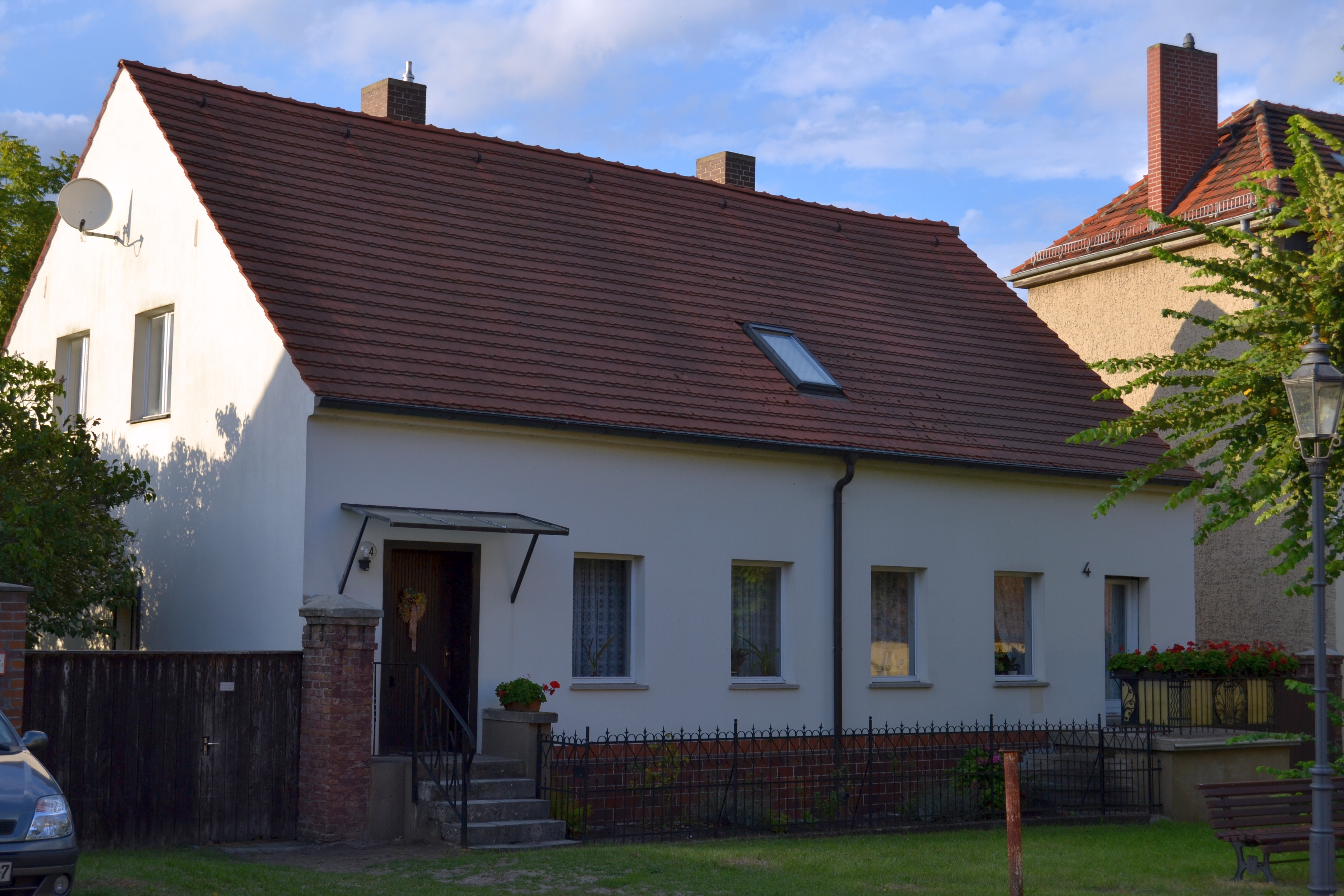
Dorfstraße 4
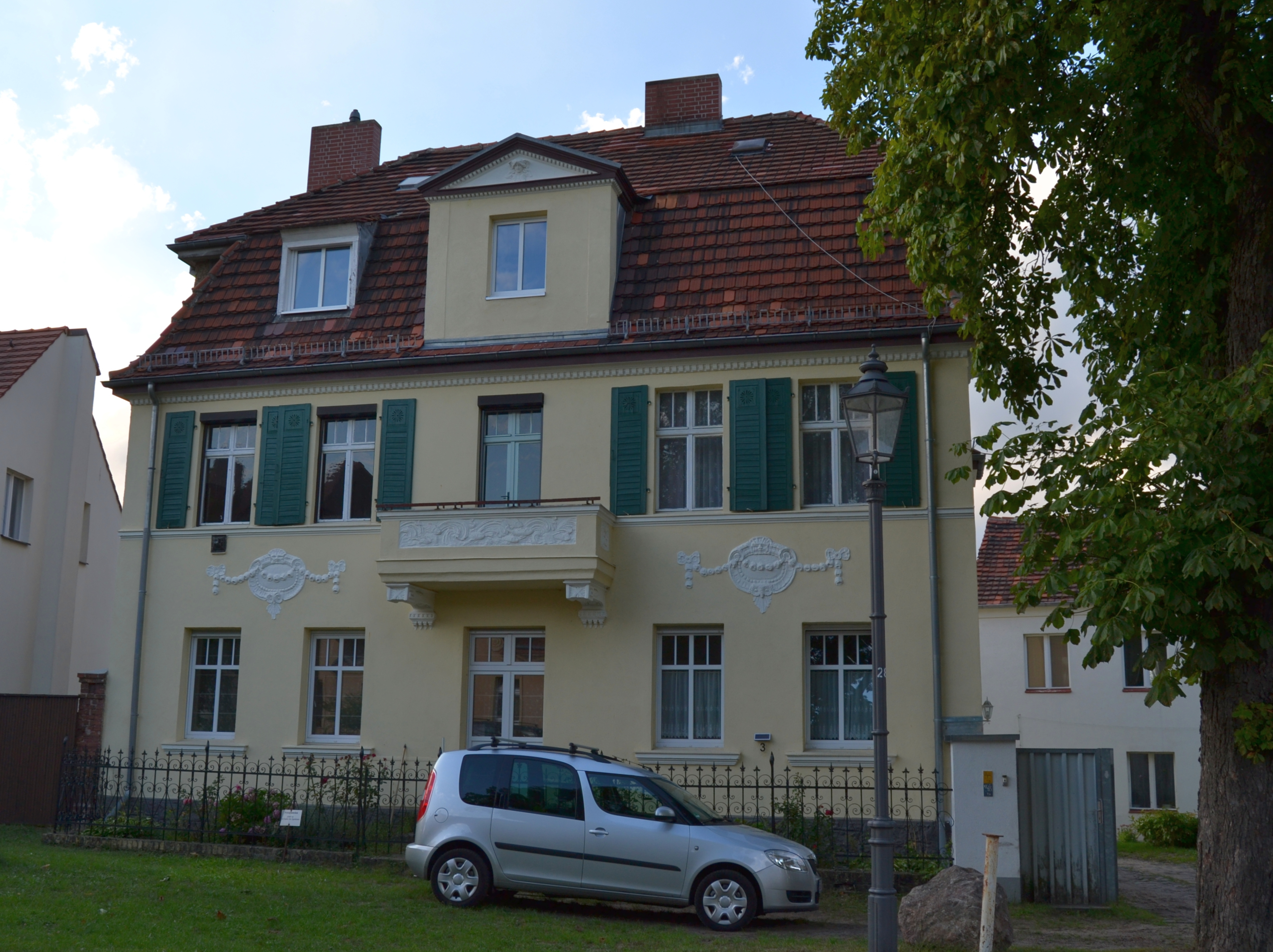
Dorfstraße 3
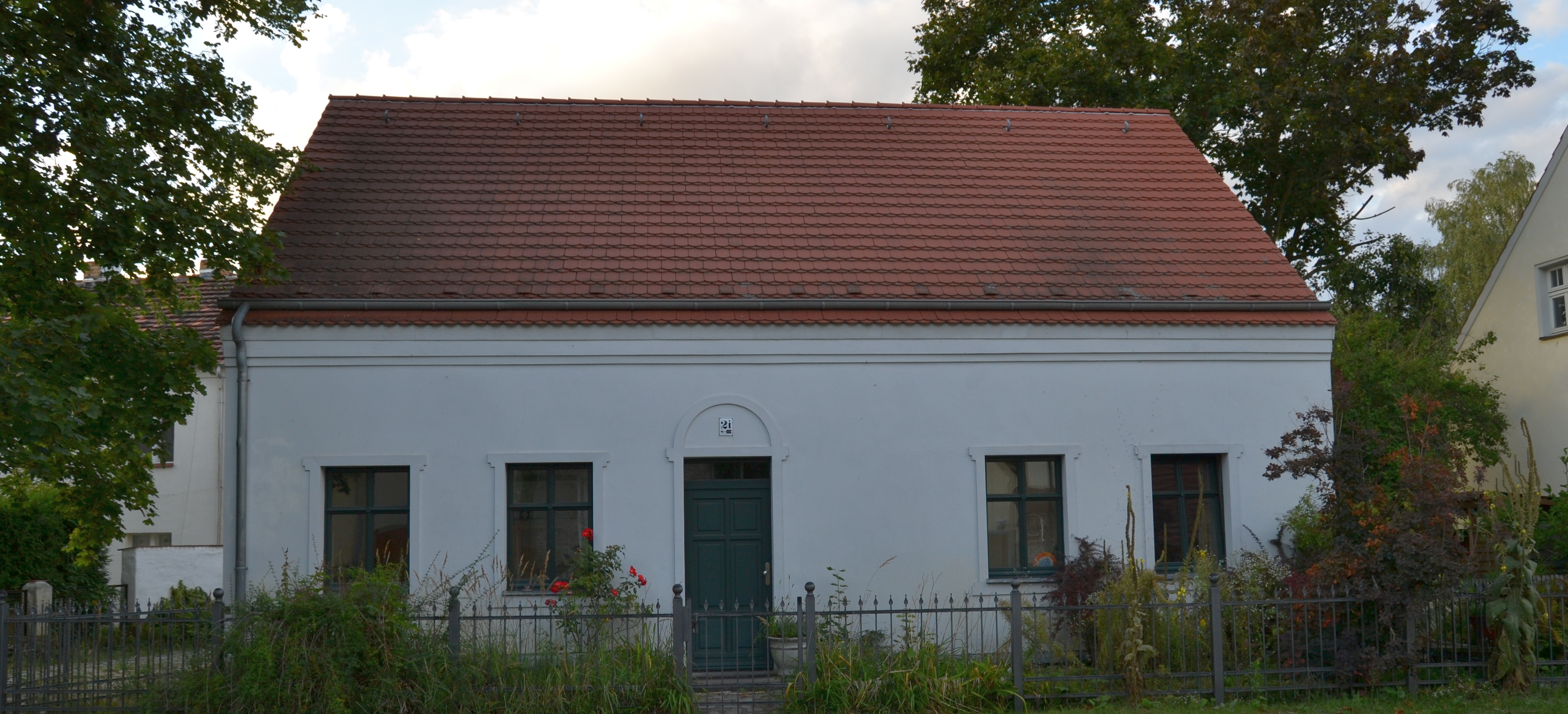
Dorfstraße 2I
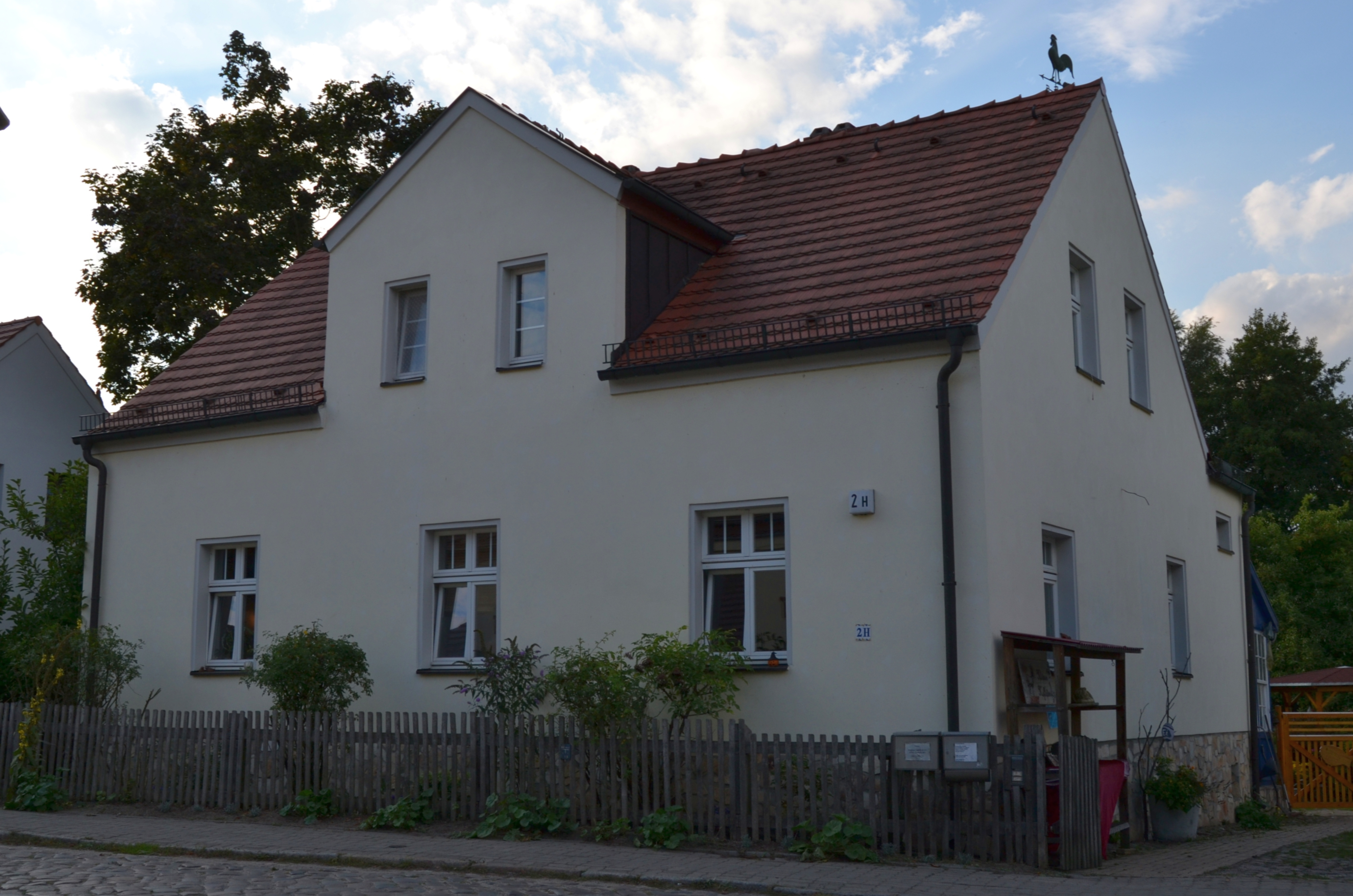
Dorfstraße 2H

Hier ein paar Details zu den Baudenkmalen:
- Häuser Nr. 2I:
 Bauherren wahrscheinlich Theodor Drigalski (I), Entwurf durch den Architekten Gerhard Matzke, 1900 bezugsfertig, 1924/25 umgebaut.[2]
- Haus Nr. 2H:
 Bauherr war Karl Schwandt, um 1860 konnte das Haus bezogen werden, wurde aber um 1880 verändert.[3] In den 2020er Jahren nutzt eine Sanitär-Installationsfirma das Gebäude.[4]
- Haus Nr. 3:
 ist ein Mietshaus mit Scheune, ein Bau-Datum ist nicht dokumentiert.[5] In den 1950er Jahren wird im Berliner Adressbuch Hellmuth Schwandt als Besitzer und Bewohner angegeben.[6]
- Haus Nr. 4 mit dem gesamten Gehöft:
 Als Planer gibt das Denkmalamt den Architekten Rudolf Müller an, Bauherr war Wilhelm Paul, und die wesentlichsten Arbeiten führte der einheimische Zimmermeister O. Schrammer aus. Nach dem Jahr 1860 war der Grundbau fertig, in den Jahren 1881, 1882 und 1938 erfolgten Umbauarbeiten.[7] Im Jahr 1922 befand sich die Immobilie weiterhin im Eigentum der Familie Paul.[8] Auf dem Gehweg vor Haus Nr. 4 wird eine „Alte Ulme“ als Sehenswürdigkeit geführt.
- Haus Nr. 5:
 Das Ensemble umfasst das Gehöft mit Wohnhaus, den Stall und die Einfriedung, dessen Basisbau um 1860 entstand. In den Jahren 1883, 1894 und 1907 erfolgten Umbauten.[9] 1922 wird als Eigentümerin A. Linsener angegeben.[8]
- Haus Nr. 6:
 Es ist ein Ensemble aus Gehöft mit Wohnhaus, Stall und Scheune; der Bauherr um 1875 war wahrscheinlich der Fischer Carl Lupe.[10] Eigentümer im Jahr 1922 war Fischermeister A. Paul.[8]
- Haus Nr. 7:
 wie vor – Gehöft mit Wohnhaus, Stall und Scheune, um 1875, Bauherr wohl Fischer Wilhelm Finkelde[11] Eigentümer im Jahr 1922 war ein A. Lange aus Steglitz, als Verwalter war ein Mechaniker R. Schmukalla eingesetzt.[8]
- Haus Nr. 8:
 Bauherr Finkelde, gleiche Bauzeit, gleiche Bestandteile[12] Eigentümer im Jahr 1922 war Fischermeister H. Finkelde, der einen Mieter zu Gast hatte.[8]
- Haus Nr. 9:
 Bauherr war Fischer Carl Ludwig Herrmann, der um 1875 ein Wohnhaus mit Scheune und Bootsschuppen in Auftrag gegeben hatte. Um 1895 wurden Umbauten durchgeführt.[13] Das Haus wurde an den Sohn, Fischer Wilhelm Herrmann vererbt, dem später ein Denkmal vor dem Haus gewidmet wurde (siehe Bild). Im gleichen Haus, Nummer 9a, wohnte ein Verwandter, der als Postsekretär arbeitete.[8] Das Bauensemble (9 und 9A) wird aktuell durch einen Gas- und Wasserinstallateur genutzt (Hermann und Schrader).
- Haus Nr. 10:
 Bauherren waren Carl und Johann Lerche, die sich vom Architekten A. Carlitschek, sowie vom Zimmerer- und Maurermeister Herbert Rühle ein Wohnhaus mit Bäckerei, Stall, Laube und Bootsschuppen errichten ließen. Im Jahr 1924 ließen die Lerches Umbaumaßnahmen durchführen.[14] Die frühere Nutzung als Bäckerei und Konditorei ist in einer Fassadenaufschrift erhalten. Eigentümer im Jahr 1922 war Bäckermeister J. Zimmermann.[8]
- Haus Nr. 10A:
 Ruderclub und Bootshaus, 1924 von Gustav Heumann, Umbau 1938; das Bootshaus diente zu DDR-Zeiten als Sitz für die BSG Chemie Lichtenberg, Sektion Rudern.[15]
- Haus Nr. 11:
 Bauherr, Ensembleteile und Bauzeit wie Haus Nr. 6 (Fischer Lupe)[16] Im Jahr 1922 gibt das Berliner Adressbuch die Eigentümer Heinrich Lupe, sen., Privatier und Heinrich Lupe, jun. Kolonialwarenhändler an.[8][17]

### Südliche Straßenseite, von West nach Ost

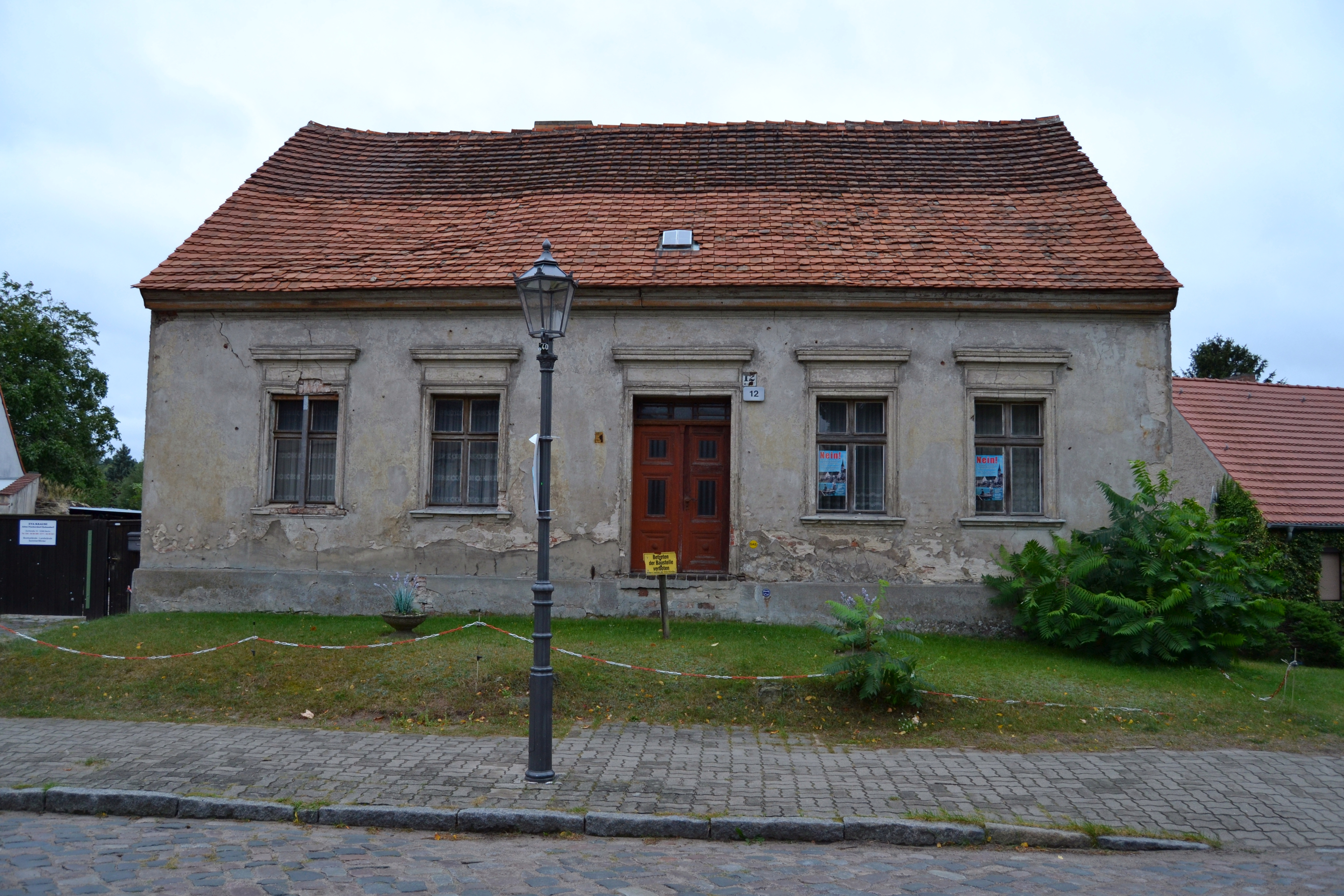
Dorfstraße 12
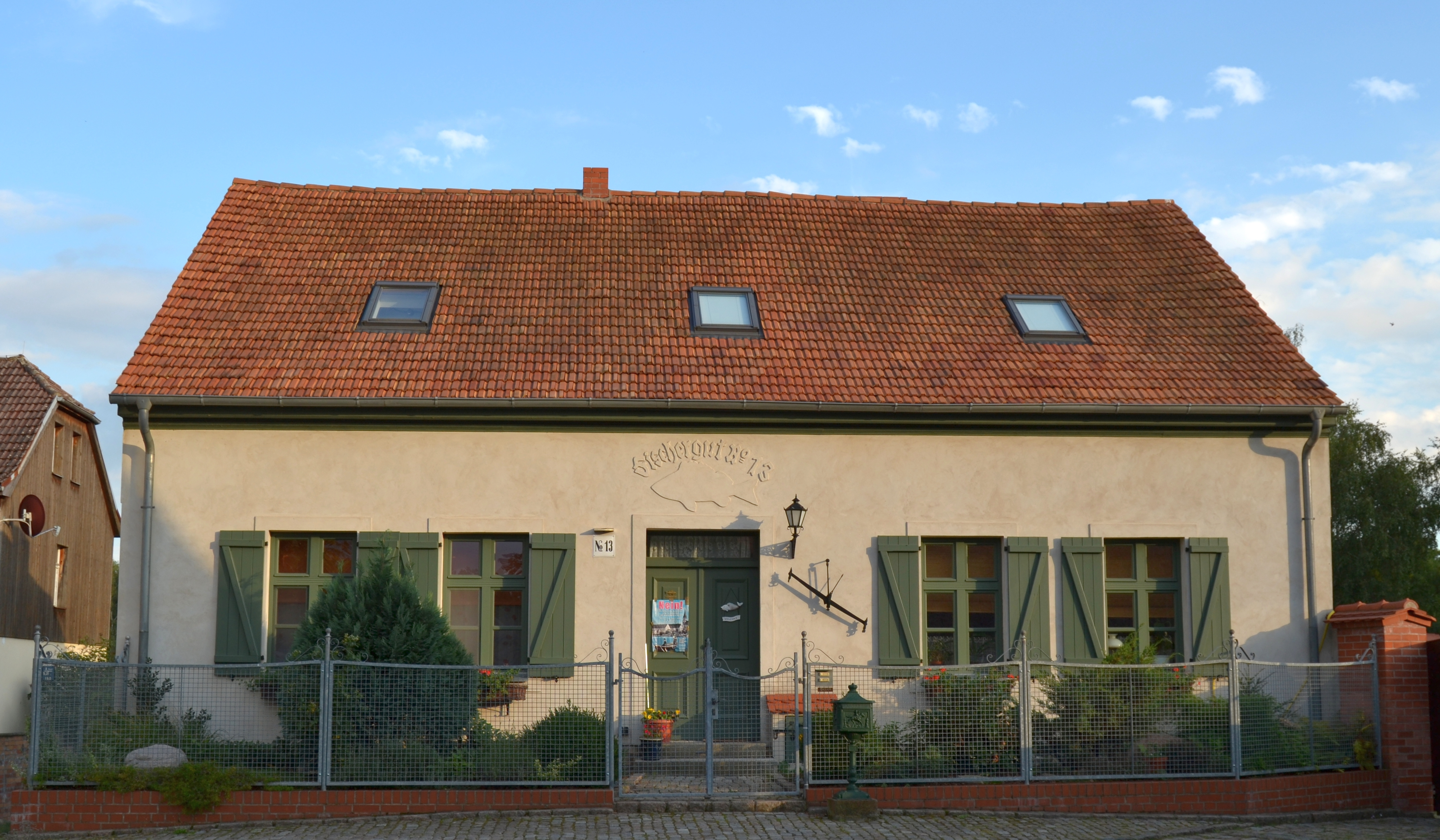
Dorfstraße 13
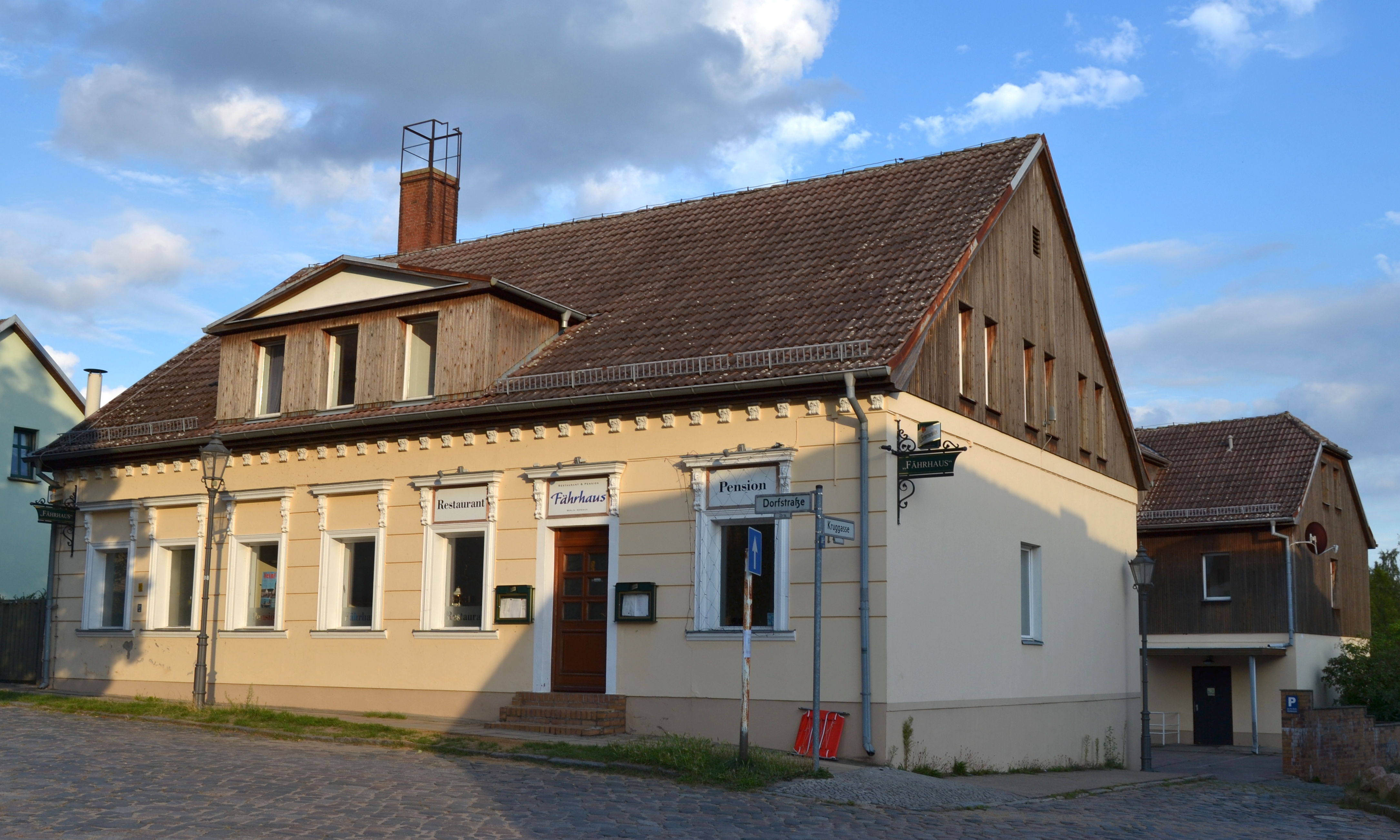
ehem. Dorfkrug, Dorfstraße 14, bis 2013 Restaurant und Pension Fährhaus
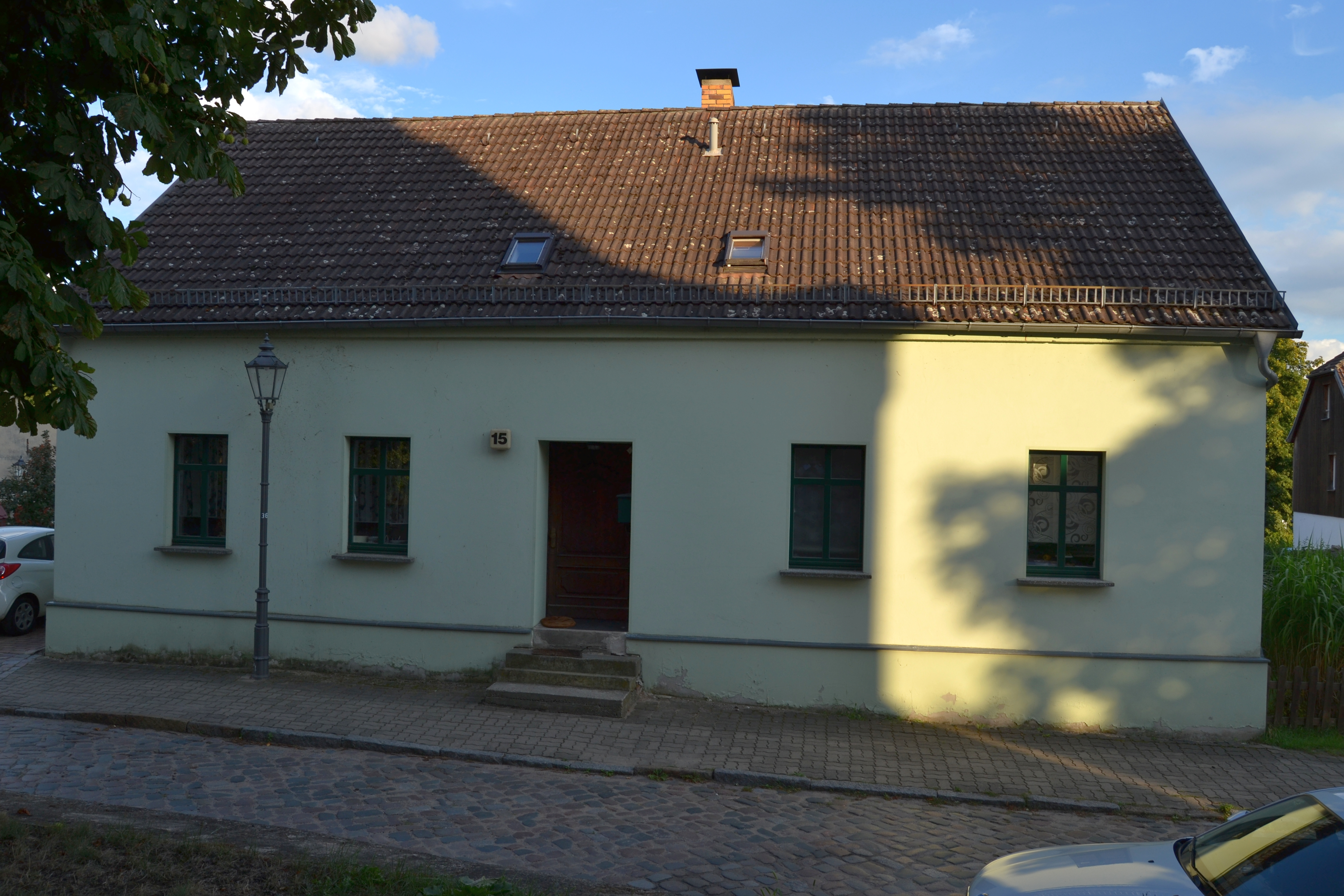
Dorfstraße 15
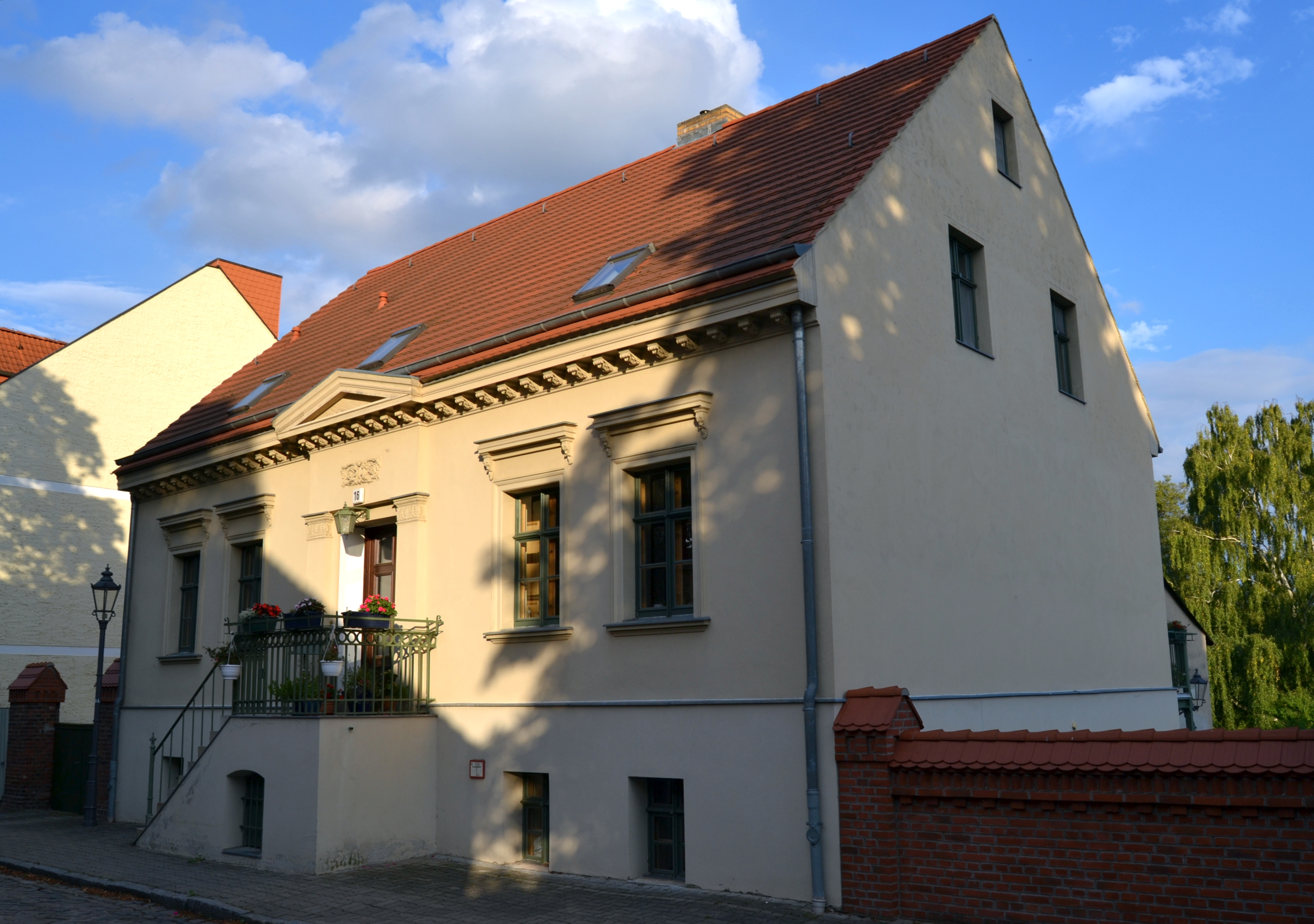
Dorfstraße 16
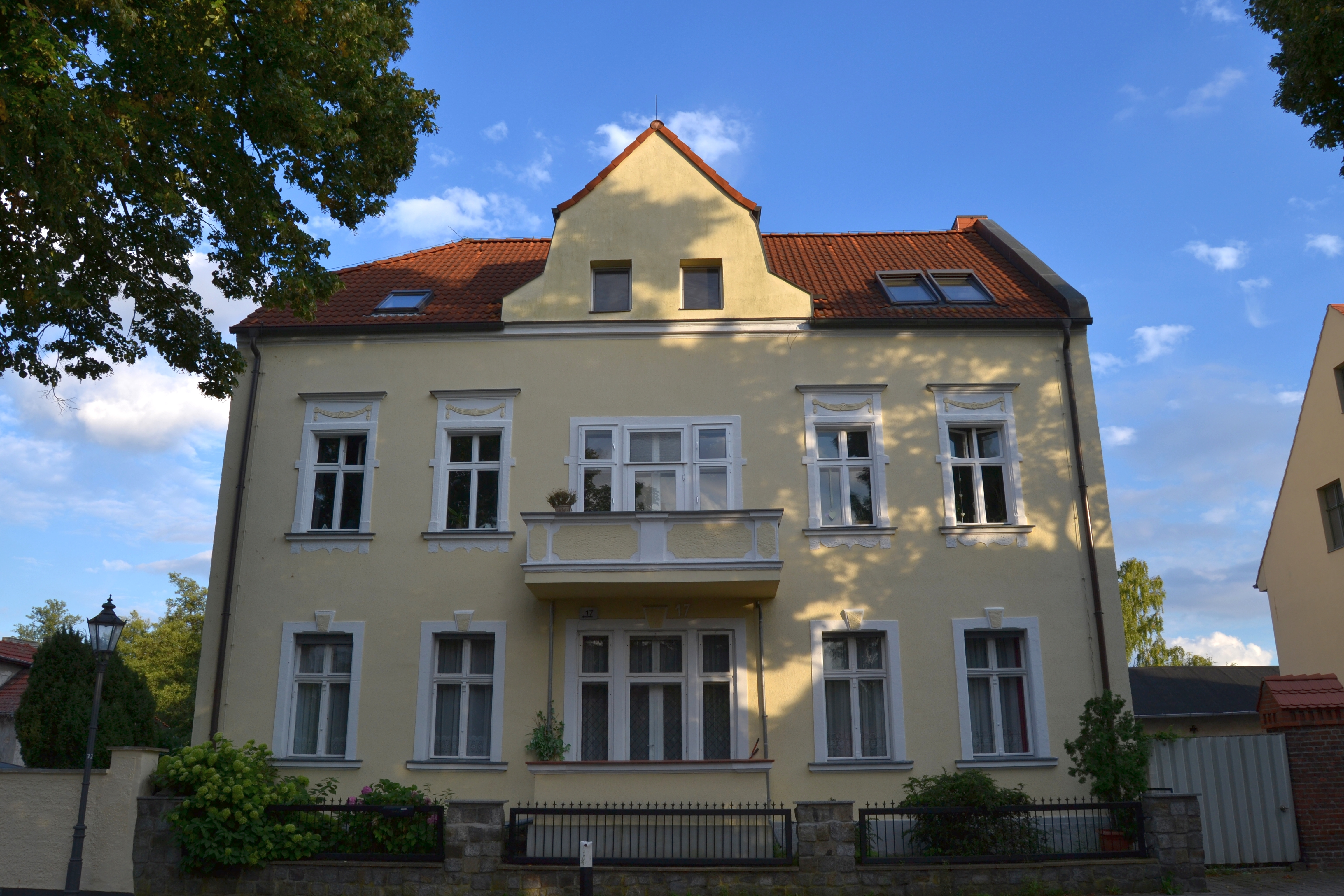
Dorfstraße 17
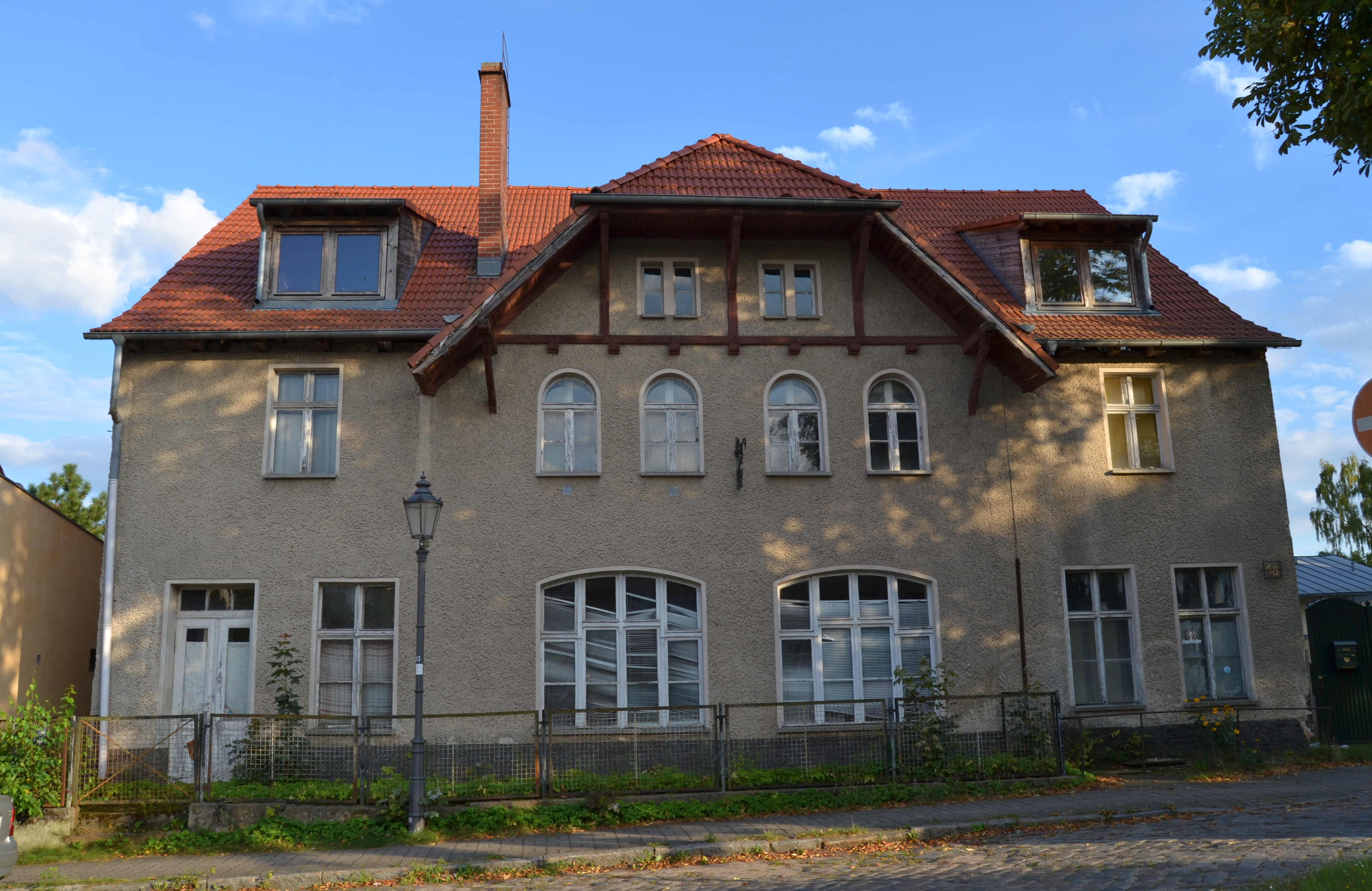
Dorfstraße 18
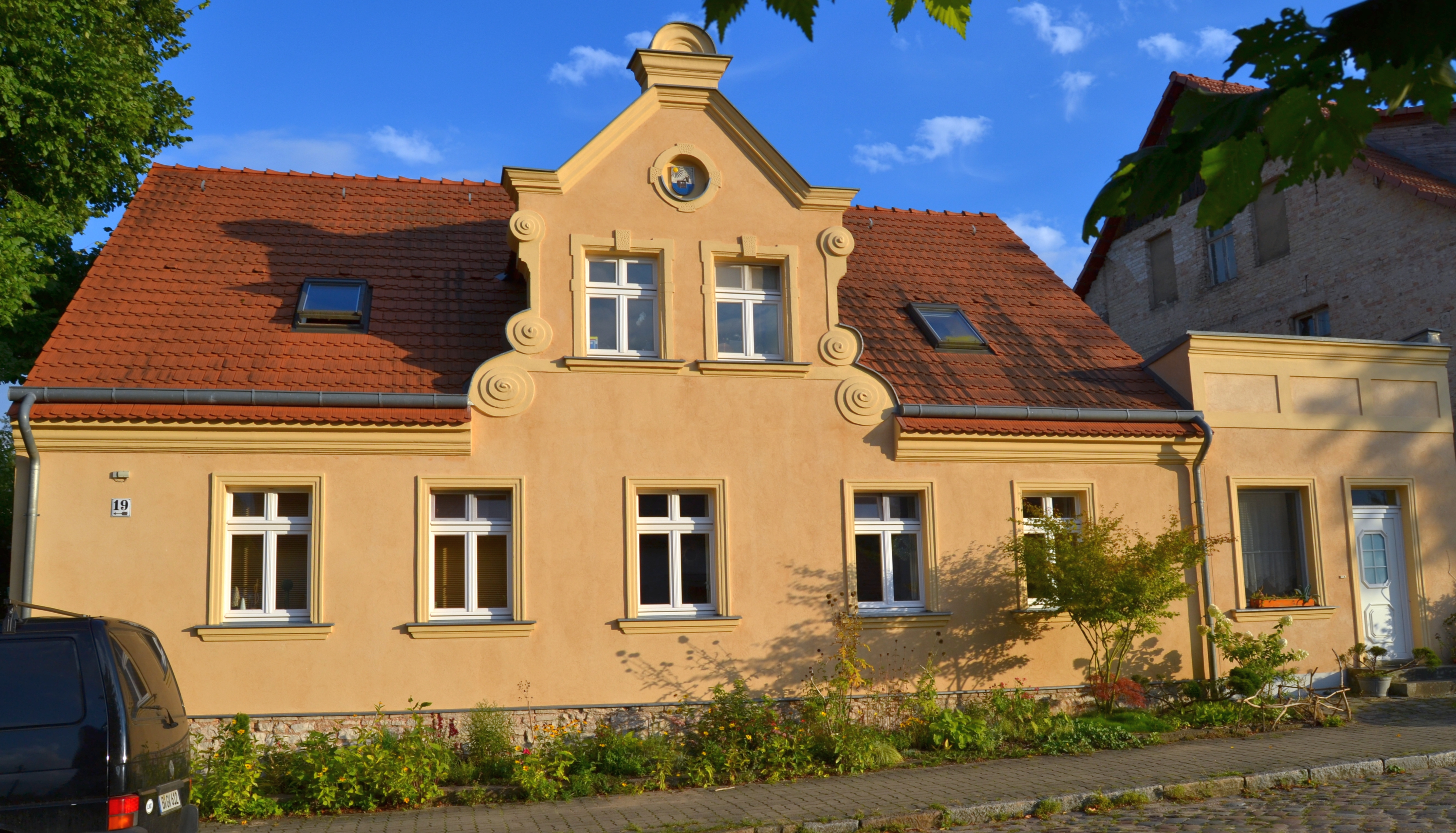
Dorfstraße 19
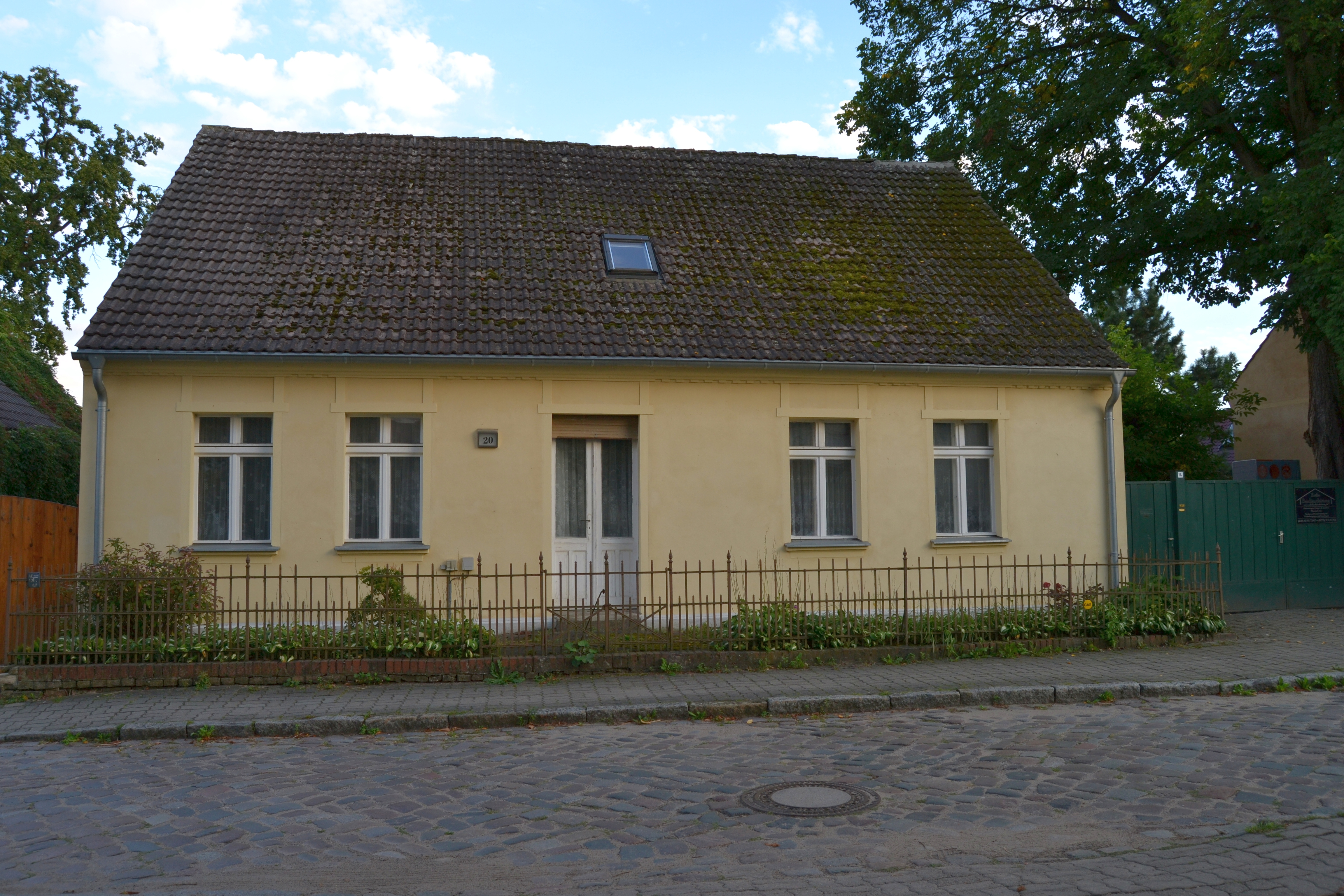
Dorfstraße 20
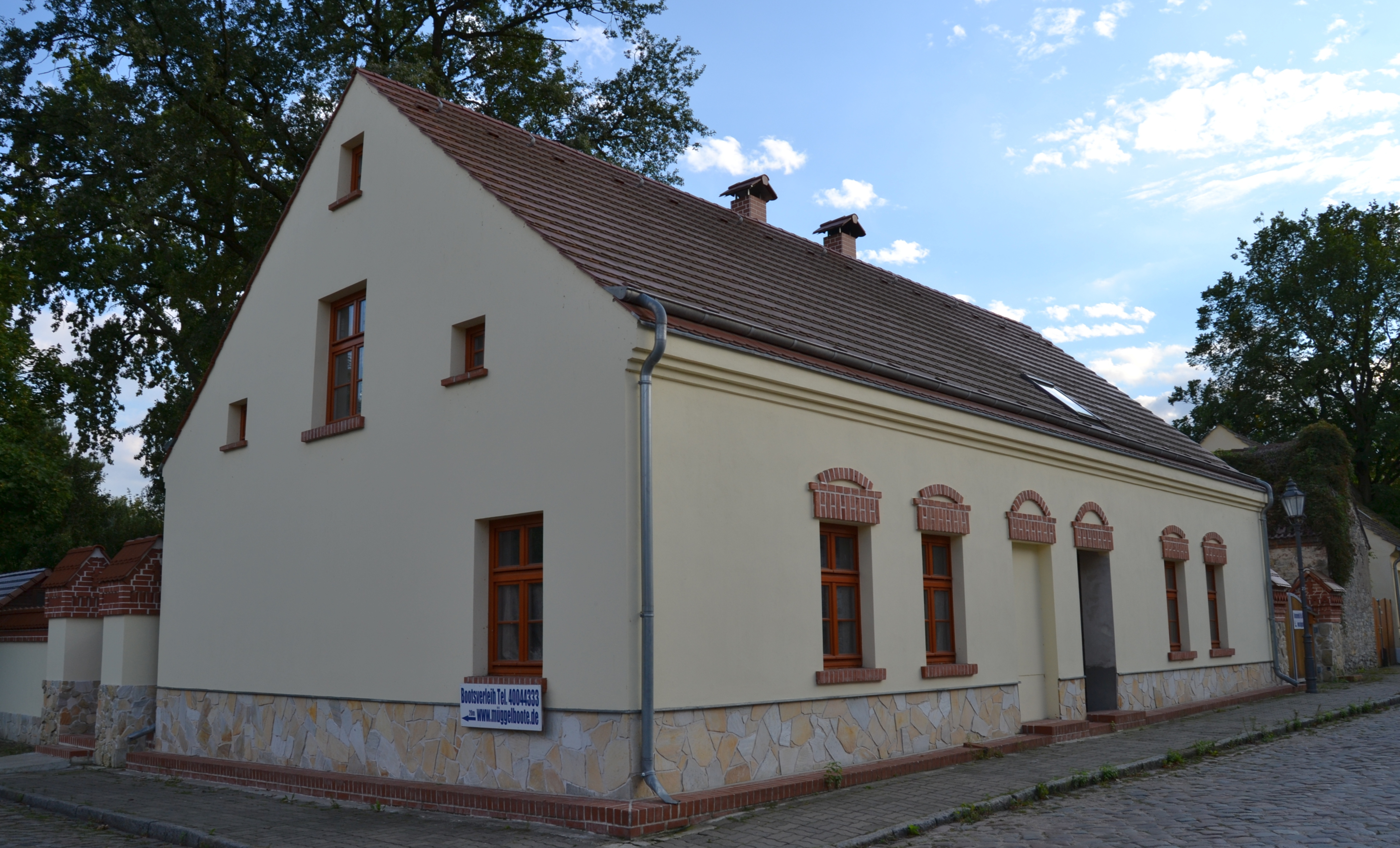
Dorfstraße 21
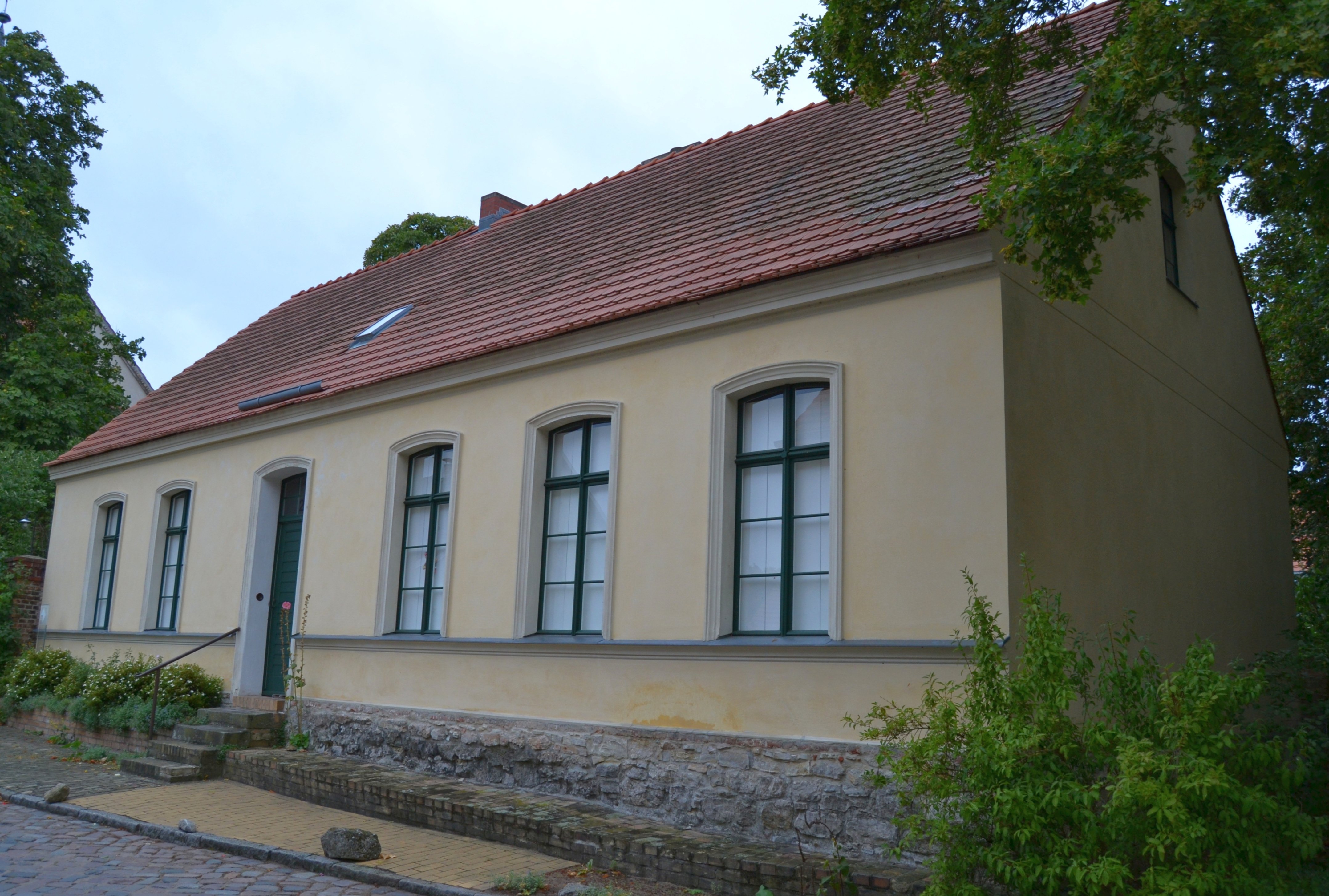
Dorfstraße 25, Schule

Hier ein paar Details zu den weiteren Baudenkmalen:
- Haus Nr. 12:
 ist ein Wohngebäude mit Stall und wurde 1873 fertiggestellt.[18]
- Haus Nr. 13:
 Bauherr war Fritz Linsener, den Entwurf besorgte Rudolf Merler, wer die Bauausführung innehatte, ist nicht dokumentiert, es war nach 1872 beziehbar. Der (spätere?) Miteigentümer, Kellner C. Schumann[8] ließ am Haus 1928 und 1938 Umbauten ausführen.[19] Fritz Linsener wird im Adressbuch 1922 als Fischereibesitzer und Eigentümer des Gebäudes genannt, als Altsitzer erscheint Friedrich Linsener.[8] Auch im Jahr 1940 war die Immobilie im Besitz der Linsener-Fischerfamilie.[20]

Zwischen den Grundstücken 13 und 14 geht die Kruggasse von der Dorfstraße ab und führt südwärts zum Steg der Fähre.
- Haus Nr. 14:
 Dieses Bauwerk entstand im Auftrag des Gastwirts August Witte um 1872 als Dorfkrug und trug dann den Namen Gasthof Witte. Die Baupläne lieferte der Architekt Walter Kühling. Um 1946 und 1985 ließ ein Nachkomme, Gastwirt P. Witte, Umbauten vornehmen.[21][20] Nach dem Krieg, in den 1950er Jahren, besaß und betrieb Ernst Littke diese Gaststätte.[22]
 Zwischen den 1970er Jahren und 1990 war die Immobilie im Besitz des Ministeriums für Staatssicherheit. Nach der deutschen Wiedervereinigung erwarb eine Würzburgerin die Immobilie und vermiete sie an Gaststättenbetreiber. Die Bewirtschaftung wurde im Jahr 2013 aufgegeben. Es dient seit 2015 als Flüchtlingsunterkunft.[23]
- Haus Nr. 15:
 Wohnhaus und Scheune wurde um 1875 im Auftrag des Fischers H. Schwandt gebaut, die Immobilie blieb im Familienbesitz (bspw. auch Adressbuch 1940), um 1990 ließen seine Nachfahren das Haus umbauen.[24]
- Haus Nr. 16:
 Wohnhaus und Scheune wurde um 1875 im Auftrag des Fischers C. Jacki errichtet,[8] um 1985 von seinen Nachfahren umgestaltet.[25]
- Haus Nr. 17:
 Das Mietshaus und die Scheune haben Wilhelm und August Lupe um 1875 gebaut, im Jahr 1910 ist ein Umbau erfolgt.[26]
- Haus Nr. 18:
 Das Wohnhaus mit Gaststätte gaben die Gastwirte Albert Heller und Karl Gehring beim Architekten Oskar Schäke, dem Zimmerermeister H. Lerche und dem Baugeschäft Otto Reu in Auftrag. Umbauten fanden 1904 und 1926 statt.[27] Im Jahr 1922 wurde Gehring als Eigentümer geführt.[8]
- Haus Nr. 19 und 19A:
 Bauherr des Wohnensembles war eine Person mit Namen Rüger, es war etwa 1880 bezugsfertig und wurde um 1892 umgebaut.[28] Im Jahr 1922 ist im Adressbuch als Eigentümer der Fischer F. Gö(c)ken vermerkt.[8]
- Haus Nr. 20:
 Nach 1860 hatte sich Fischer Franz Nusche (Rusche?) ein Wohnhaus, einen Stall und eine Einfriedung darum herum errichten lassen. Im Jahr 1939 erfolgten Umbauarbeiten.[29]
- Haus Nr. 21:
 Das Wohnhaus entstand nach 1885 im Auftrag des Fischers Carl Lupe.[30] Lupe verkaufte als Rentier die Immobilie an die Kalbeschen Erben, blieb aber als Altsitzer darin wohnen.[8] Im Jahr 1940 gehörte das Anwesen dem Berliner Kaufmann K. Dübkow.[20]
- Haus Nr. 25:
 Das im Auftrag der Gemeinde Rahnsdorf errichtete und nach 1872 eingeweihte Schul- und Küsterhaus steht östlich neben dem Pfarrgelände direkt auf dem grünen Anger. Lt. amtlichen Informationen wurde dieses Baudenkmal 1993 privatisiert und 1994 umgebaut.[31] Nach Einweihung wohnten darin der Maurer R. Herrmann und der Lehrer H. Zieke(?).[8] Eine Gedenktafel verweist darauf.

Die Häuser Nr. 22, 23 und 24 sind keine geschützten Baudenkmale (Stand Juli 2024). Sie waren in den 1920er Jahren im Eigentum der Familien Witte, Herrmann und Miersch, das Haus Nr. 24 existierte zu der Zeit noch nicht.

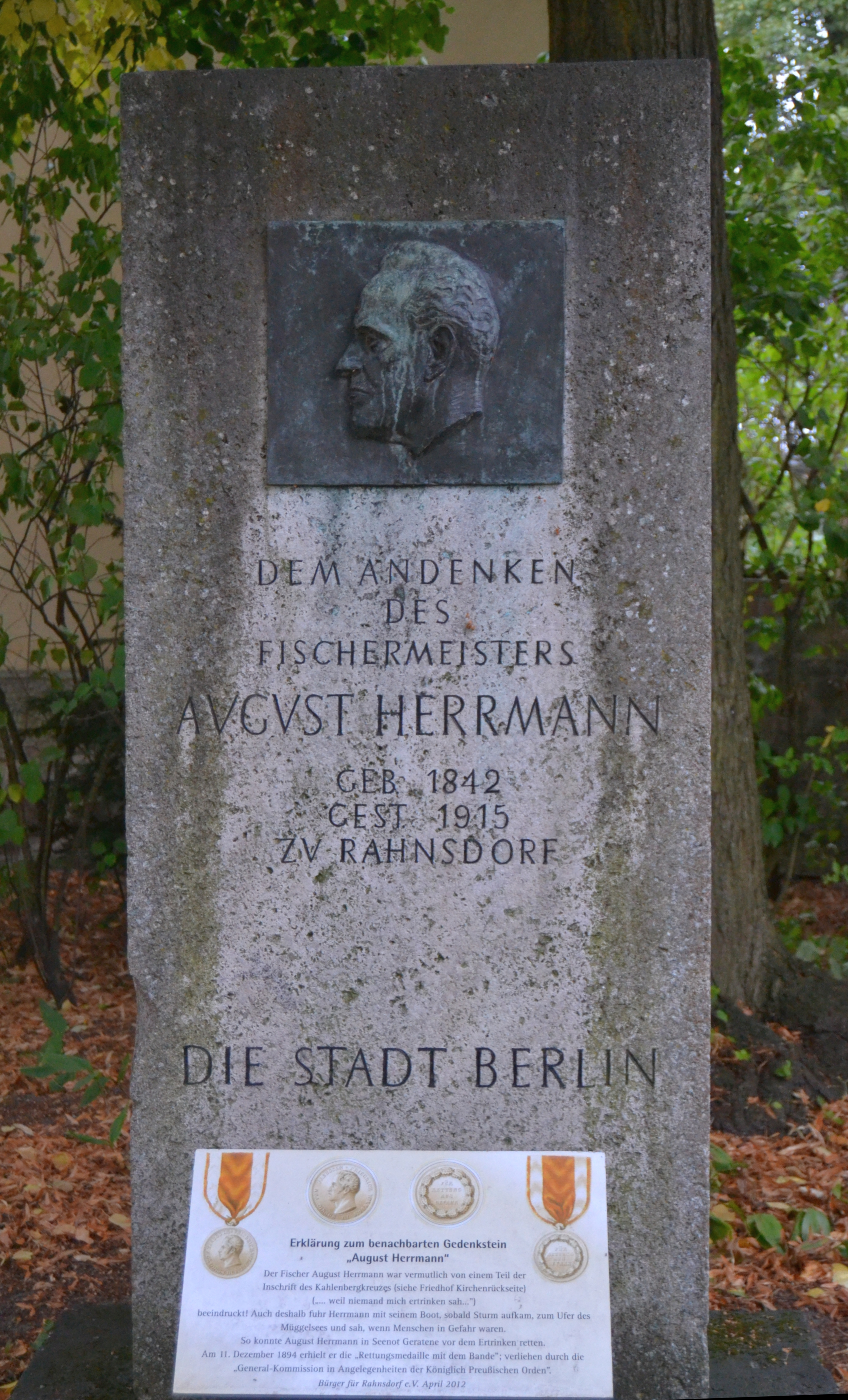
Denkmal für A. Herrmann

Für den Fischer August Herrmann hat der Bildhauer Paul Gruson 1939 im Auftrag der Stadtgemeinde Berlin ein Personendenkmal gefertigt, das an der Dorfstraße vor der ehemaligen Schule aufgestellt wurde. Es ehrt insbesondere seinen Einsatz für Fischer und andere Personen, die auf dem Müggelsee in Seenot geraten waren. Dafür hatte Herrmann auch bereits 1894 die Seenotrettungsmedaille mit dem Bande erhalten.
Einige der zuvor genannten Fischermeister und Erbauer der Häuser sind auf dem alten Friedhof um die Kirche beigesetzt.